# Recanati
Recanati è un comune italiano di 20 636 abitanti della provincia di Macerata nelle Marche.

## Geografia fisica
Recanati sorge sulla cima di un colle, la cui cresta tortuosa è quasi pianeggiante, a 293 m s.l.m., tra le valli dei fiumi Potenza e Musone.
Il mare Adriatico, oltre il quale quando l'aria è chiara si vedono i monti della Dalmazia, è a una decina di chilometri a est della città. In direzione nord è visibile il monte Conero che si perde nelle acque e dagli altri lati della città, non chiusa né limitata da prossime elevazioni, sono visibili le cime degli Appennini. Le cime dei monti Sibillini con il monte Vettore e più su il monte San Vicino, lo Strega e il Catria sono ben visibili.
Come altri centri marchigiani, anche Recanati è la tipica "città balcone" per l'ampio panorama che vi si scorge: città e borgate sono sparse in gran numero nell'ampia distesa, tra piani, valli e colline.

## Storia

### Origini e fondazione di Recanati
Dell'origine del primo centro abitato di Recanati non si hanno notizie certe.
Sicuramente i territori circostanti furono abitati già in epoca preistorica dalla popolazione dei Piceni, diffusi nella regione.
In epoca romana, lungo la valle del fiume Potenza, allora navigabile, sorsero due importanti città: Potentia, in corrispondenza della foce e Helvia Recina, anche detta Ricina, verso l'interno.
A causa dell'invasione dei Goti condotta da Radagaiso intorno al 406 d.C., che misero a ferro e a fuoco la zona, la popolazione cercò rifugio sulle colline. Si ritiene che tanto Recanati quanto Macerata debbano la loro origine a quell'antica città. Il nome Recanati, in latino Recinetum e Ricinetum, indica anch'esso la derivazione della città da Ricina.
Recanati poi si andò a poco a poco formando con la riunione di alcuni piccoli luoghi posti sullo stesso colle: il castello di Monte Morello, il castello di San Vito, altrimenti detto Borgo di Muzio, il castello di Monte Volpino e il borgo di Castelnuovo, borgo che in origine sembra si chiamasse Castello dei Ricinati.

### Recanati fra basso Medioevo e l'età dei comuni
Nel XII secolo, sorto il dissidio tra la Chiesa e Federico Barbarossa, Recanati respinse il governo dei Conti che appoggiavano l'Imperatore ed elesse i consoli. La città diventò un Libero Comune. Fu amministrata dai consoli fino al 1203, poi adottò il sistema dei Podestà.
Nel 1228 Federico II di Svevia, favorito dai ghibellini, fece guerra al Papa. Recanati, in genere fedele al Papato, scelse di stare con Federico II. Per questo nel 1229 Recanati ottenne dall'imperatore Federico II la proprietà di tutto il litorale, dal fiume Potenza all'Aspio, con la facoltà di edificare un porto (Porto Recanati).
Ben presto però i recanatesi tornarono dalla parte del papato.
Nel 1239, riaccesosi il dissidio fra il Papa e l'Imperatore, Recanati, unico tra i comuni circostanti a essere rimasto fedele al papato, diede ospitalità al Vescovo di Osimo Rinaldo, ai Duchi guelfi e ai Legati Pontifici, costretti alla fuga dalle vessazioni dei ghibellini. Nel 1240, papa Gregorio IX levò a Osimo il titolo di Città e sede vescovile, riducendolo a condizione di villa e contemporaneamente dichiarò città il castello di Recanati e lo decorò con la cattedrale episcopale di San Flaviano.
Il 1296 segnò un'epoca importantissima. In quest'anno infatti si manifestò che la cappella venerata dentro la chiesa di Loreto, a quel tempo territorio recanatese, era la Santa casa di Nazaret, portata dagli angeli dalla Palestina.
Scrive Monaldo Leopardi nei suoi annali: «Il secolo decimoquarto sorgeva torbido e minaccioso come aveva già tramontato il secolo precedente, e in molte comuni della Marca si vedevano preludi di novità e apparecchiamenti di guerra. Questi segni apparivano principalmente in Ancona, Fermo, Iesi, Camerino, Cagli, Fano, Osimo e Recanati.» Fra questi paesi infatti non mancavano discordie che spesso portavano a scontri, a guerre e a lunghi assedi. Per questo nel 1301 il rettore della Marca Piero Caetani fece pubblicare una costituzione che «intimava di non fare sedizione, esercito, cavalcata ne verun'altra mossa», pena forti sanzioni. Nonostante questo negli anni a venire gli scontri furono numerosi e cruenti.
Gli anni dal 1311 al 1315 furono fra i più lugubri della storia recanatese. Le fazioni dei guelfi e dei ghibellini ardevano in città sempre con maggior fuoco. Recanati, storicamente legata alla parte guelfa, aveva nel vescovo Federico e nella sua famiglia un forte sostenitore di quella parte, suscitando gelosia e acredine nell'altra parte. Così nel 1312 alcuni nobili ghibellini recanatesi, sostenuti dal podestà, dai magistrati e da molti consiglieri, assalirono le proprietà del vescovo saccheggiandole. La Curia generale citò a comparire il Comune e le persone coinvolte, condannandoli al pagamento di mille lire di ravennati, causando così nuovi tumulti. La città cadde in mano ghibellina e vi rimase per due anni resistendo ai diversi assedi, finché Giovanni XXII mandò da Avignone un monito; il rettore della Marca, Amelio di Lautrec, mandò suo cugino Ponzio Arnaldo con ingenti forze, costringendo i ghibellini alla resa. Tutto sembrava tornato alla pace quando scoppiò la congiura: nella notte furono introdotti uomini armati di Osimo, comandati da Lippaccio e Andrea Guzzolini. Sopraffatto il Marchese, fecero prima strage del suo esercito, poi trucidarono i capi guelfi e le loro famiglie, senza risparmiare donne e bambini. Il Vescovo e il clero furono cacciati e chiunque fosse ligio al Papa fu carcerato.

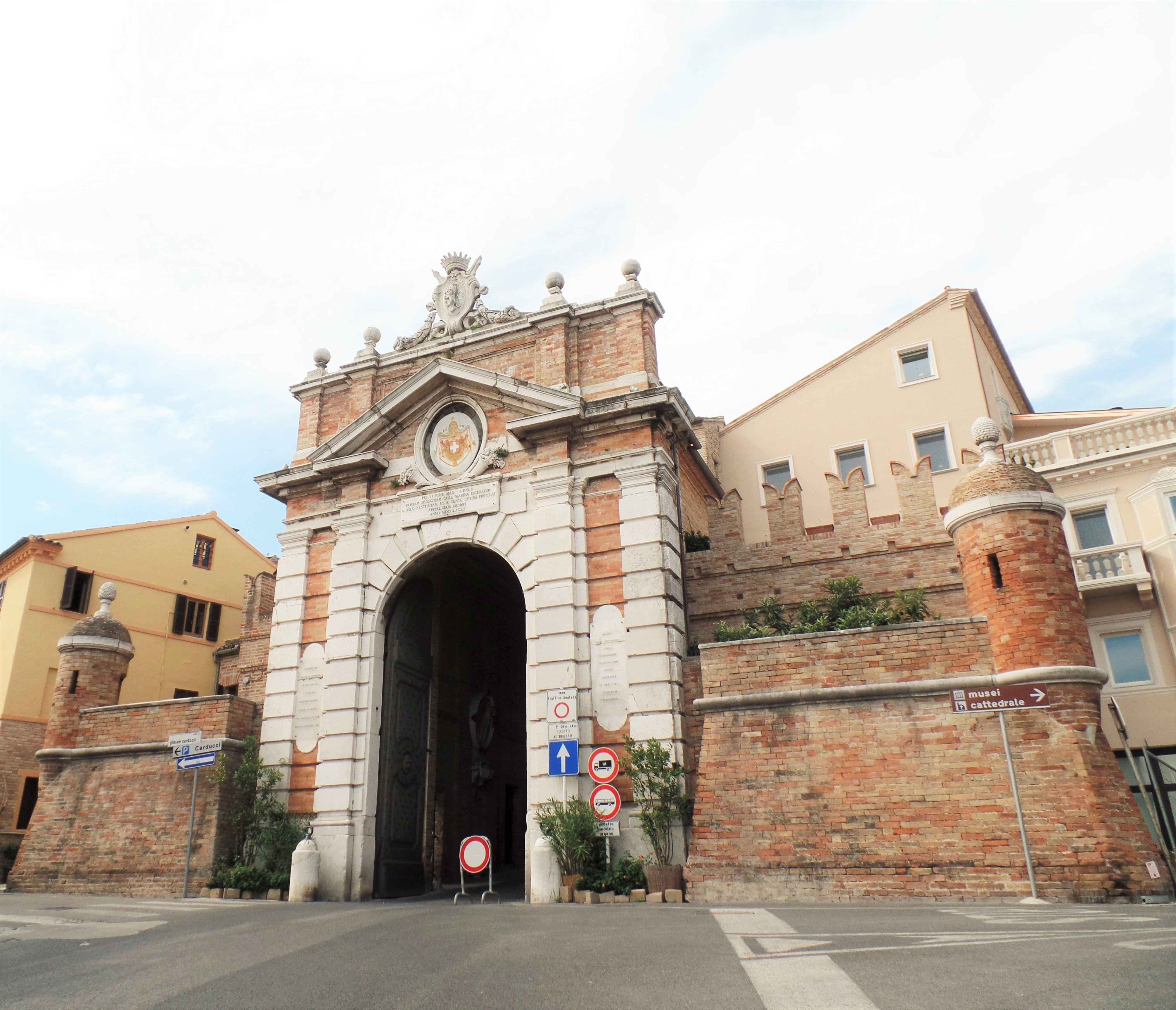
Porta Marina

Il 2 febbraio 1316 Stefano Colonna, capo della Lega degli Amici, fondata nel 1308 dai ghibellini della Romagna e del Piceno, ottenne il perdono da parte di Giovanni XXII per aver tentato di conquistare la città. Nonostante ciò nei mesi seguenti i ghibellini si scontrarono nuovamente con i guelfi. Quindi Giovanni XXII chiese loro di sottomettersi al potere papale ma essi non accettarono. Così il papa, dopo aver inviato soldati che furono sconfitti, scomunicò i podestà e trasferì la sede vescovile a Macerata. L'8 dicembre 1321 Giovanni XXII bandì una crociata contro i ribelli ghibellini concedendo a chi vi partecipasse le stesse indulgenze elargite ai pellegrini in Terra Santa. Molti accorsero all'invito del pontefice, specialmente della Toscana, e si venne a costruire un forte esercito. Nei primi mesi del 1322, sotto il comando di Fulcieri de Calboli l’esercito guelfo pose l’assedio a Recanati e ne devastò il territorio. I ghibellini attendevano gli aiuti promessi da Federico da Montefeltro ma, giunta la notizia della sua morte, fuggirono dalla città che si arrese al marchese Amelio di Lautrec. Pochi giorni dopo si dettero alla fuga anche i capi ghibellini recanatesi. Liberata la città dai ghibellini, i capi della parte guelfa mandarono ambasciatori a Macerata per fare atto di sottomissione ad Amelio e consegnare le chiavi di Recanati.
Il 15 maggio 1322 i guelfi recanatesi fecero il loro ingresso pacifico a Macerata ma Amelio, per vendicare l’uccisione del nipote e dei suoi compagni nel precedente scontro, ordinò l’incendio e la devastazione della città e distrusse le fortificazioni, le case dei capi ghibellini e il Palazzo dei Priori. Nonostante la gravità dei danni, Recanati seguitò a essere uno dei comuni più importanti della provincia. Nel 1324 termina la guerra tra Amelio e Recanati, si auspicava un periodo di concordia per riparare ai danni subiti. Il 29 giugno 1326 i ghibellini guidati dai nobili recanatesi, assalirono il palazzo del Comune tentando di uccidere il Podestà e di far sollevare il popolo. Ma il piano fallì e gli organizzatori della rivolta furono presi e impiccati. Negli anni successivi i Recanatesi si mantennero fedeli al pontefice Giovanni XXII e al vescovo Francesco de' Silvestri di Cingoli, il quale aveva l’incarico di pacificare la regione e di perdonare i ribelli. In cambio dell’assoluzione il vescovo Francesco de' Silvestri impose una multa di tremila fiorini e la consegna di dodici ostaggi al mese. La Sede Vescovile fu restituita solo nel 1354
Nel 1393 Bonifacio IX concesse alla Città la facoltà di battere moneta in rame, argento e oro, da ritenersi valida in tutto lo Stato.

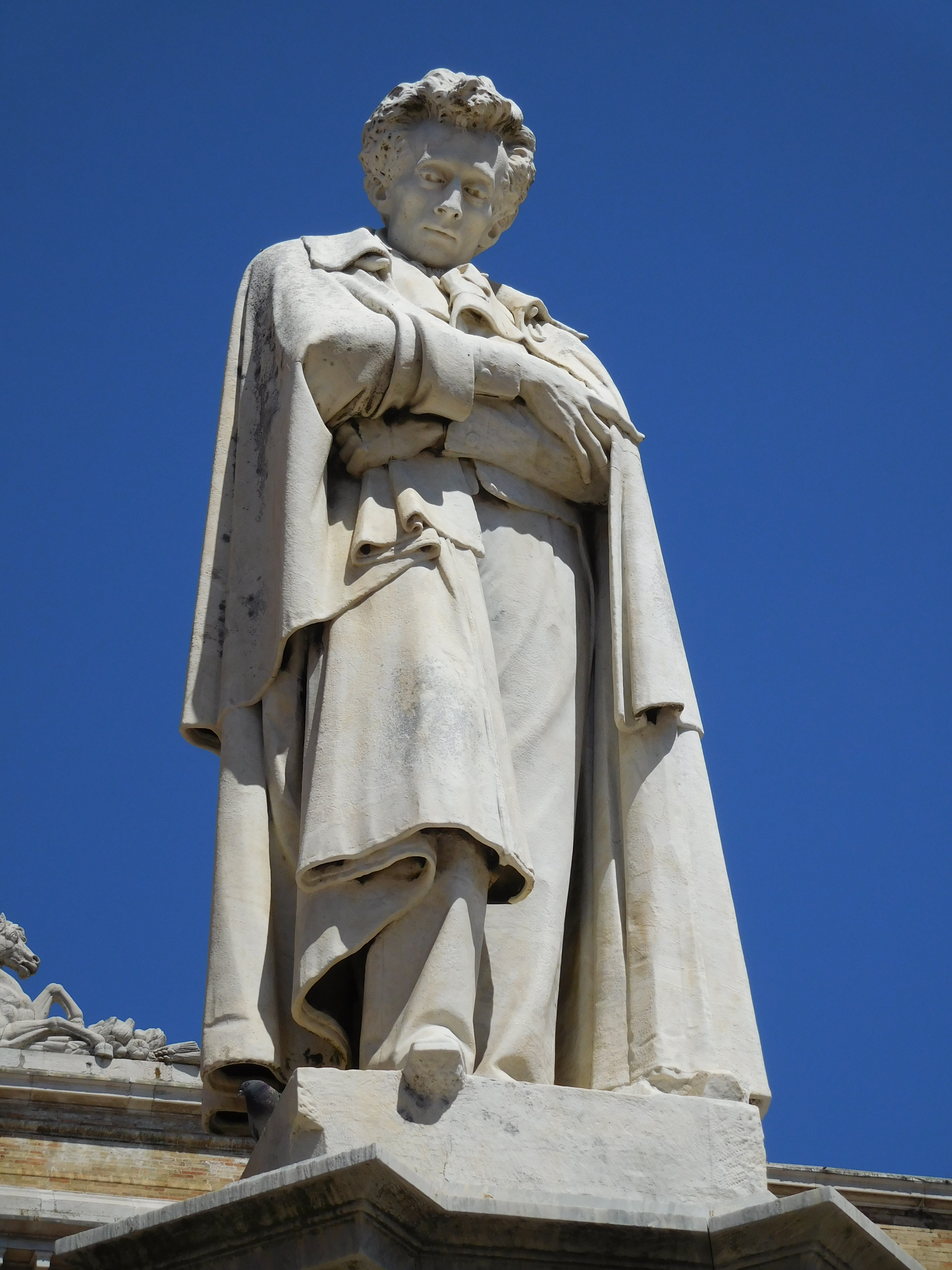
Statua monumentale di Leopardi nella piazza comunale

Il 13 settembre 1405 il Consiglio Comunale approvava una raccolta ordinata delle Costituzioni, Statuti e Ordinamenti della Città di Recanati divisa in quattro libri stampati col titolo: Diritti municipali, o Statuti dell'illustre Città di Recanati. Questi statuti furono chiesti dalla Città di Firenze come modello per la costituzione di un proprio corpo giuridico. La Repubblica di Recanati fu insignita del titolo di Justissima Civitas dai Priori del Comune di Firenze.
Nel 1415 Papa Gregorio XII lascia il pontificato per consentire la conclusione dello scisma d'occidente e viene a vivere a Recanati quale legato e vicario perpetuo per la Marca. Nel mese di ottobre del 1417 morì. Fu sepolto nella cattedrale recanatese di San Flaviano, in cui riposano tuttora le sue ceneri. Fu l'ultimo papa a non essere sepolto a Roma.

### Recanati fra Rinascimento ed età moderna
Nel 1422, papa Martino V ordinò che nella già celebre fiera annuale che si svolgeva a Recanati, i mercanti, le merci e i concorrenti, avessero libero e sicuro accesso. Questo rafforzò notevolmente la fiera che contribuì in modo sensibile allo sviluppo economico della città, consentendo di intrecciare relazioni diplomatiche coi principali centri italiani ed europei. Per due secoli Recanati ebbe un ruolo di rilievo negli scambi commerciali dell'Adriatico; nel corso degli anni vi giunsero uomini di lettere, come l'umanista Antonio Bonfini, giuristi, come Antonio da Cannara, e celebri pittori, quali Lorenzo Lotto, Guercino, Caravaggio, Sansovino, Luigi Vanvitelli.
In questo clima, nella metà del Cinquecento, una famiglia di scultori, i Lombardi (Aurelio, Ludovico e Girolamo Lombardi), giunse dalla nativa Ferrara e Venezia per lavorare a Loreto e aprì la propria fonderia dietro la chiesa di San Vito. Col tempo Recanati divenne un importante centro fondiario. Altri si aggiunsero a loro: Tiburzio Vergelli di Camerino, Antonio Calcagni (padre di Michelangelo Calcagni,scultore), Sebastiano Sebastiani, Tarquinio e Pier Paolo Jacometti, Giovan Battista Vitali. Furono la scuola scultorea recanatese a dare il via alla tradizione di orafi e argentieri che da allora hanno lavorato sul territorio nei secoli successivi.
Il 21 marzo 1456 la Beata Vergine apparve miracolosamente a una giovane albanese di nome Elena. Slavi e albanesi erano presenti in gran numero nelle campagne marchigiane, rifugiatisi qui per sfuggire ai predoni turchi nelle coste dalmate. Nel punto dell'apparizione fu costruita di lì a poco la chiesetta di Santa Maria delle Grazie. Nel 1586 Papa Sisto V elevò a rango di città il castello di Loreto, edificato intorno alla Chiesa di Santa Maria, fino ad allora territorio sotto la giurisdizione di Recanati. Per tutto il XVIII secolo Recanati dovette sopportare aggravi e fastidi per fornire foraggi e vettovaglie ora agli austriaci, poi agli spagnoli e ai francesi. Questo durò fino al Trattato di Aquisgrana (1748).

### Recanati nel Risorgimento

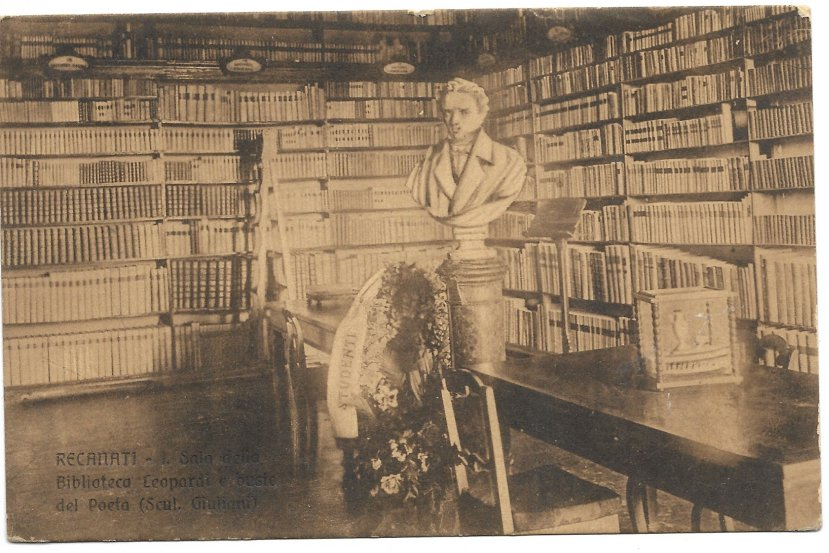
Fotografia del 1916 della Biblioteca Leopardi

Nel 1798 la città subì l'occupazione francese da parte delle truppe napoleoniche. La partecipazione ai moti risorgimentali del 1831 costa la vita al recanatese patriota della libertà Vito Fedeli, chiuso in un carcere pontificio. Nel 1848 Giuseppe Garibaldi volle transitare nella città di Giacomo Leopardi per soccorrere Roma, la capitale della Repubblica Romana, a cui Recanati apparteneva.
Nel 1860 l'annessione dello Stato della Chiesa al Regno d'Italia, in seguito alla battaglia di Castelfidardo, integrò la storia del comune di Recanati alla storia dell'Italia moderna. Nel 1893 un tratto di litorale viene scorporato dal territorio comunale per costituire il nuovo comune di Porto Recanati.

### Recanati nell'epoca contemporanea
Nel 1937 con R.D. nº 1335, convertito nella Legge 2255, viene istituito il Centro Nazionale di Studi Leopardiani, la cui sede era stata progettata da Guglielmo De Angelis d'Ossat. Nel 1968, il politico recanatese Giacomo Brodolini, eletto nelle file del PSI viene nominato Ministro del lavoro e della previdenza sociale nel secondo governo di Mariano Rumor (1968-1969). Da Ministro, introdusse fondamentali riforme nel mondo del lavoro: il superamento delle gabbie salariali, la ristrutturazione del sistema previdenziale e l'elaborazione dello Statuto dei lavoratori sono solo alcune delle iniziative di cui fu promotore.
Nel 1990 nasce il Premio Città di Recanati, che poi prenderà il nome di Musicultura. Il Festival si impone come una delle più importanti manifestazioni nazionali di musica d'autore. Nel 2005 il festival si trasferisce allo Sferisterio di Macerata Nel 2008 nasce a l'Artika Festival che propone esposizioni di arte contemporanea, performance e concerti. Il festival, che propose artisti come Hernan Chavar, Nicola Alessandrini, Niba, Hotel Nuclear, 7/8 kili, Zapruder filmmakersgroup, Davide Savorani, Carloni & Franceschetti, cessò la sua attività nel 2012. Il festival vide la presenza di musicisti come Turin Brakes, Dente, Bachi da pietra, Ronin, IOIOI, Il pan del diavolo, Above the tree, Der Feuerkreiner, OvO, Uochi Toki, Pitch, Bob Corn, Dadamatto. Nella letteratura fra gli altri sono stati ospitati Paolo Nori e Alessandro Bonino.

### Simboli
Stemma
(Art. 2 dello Statuto comunale)
Gonfalone
(Art. 2 dello Statuto comunale)

## Monumenti e luoghi d'interesse

### Luoghi gigliani

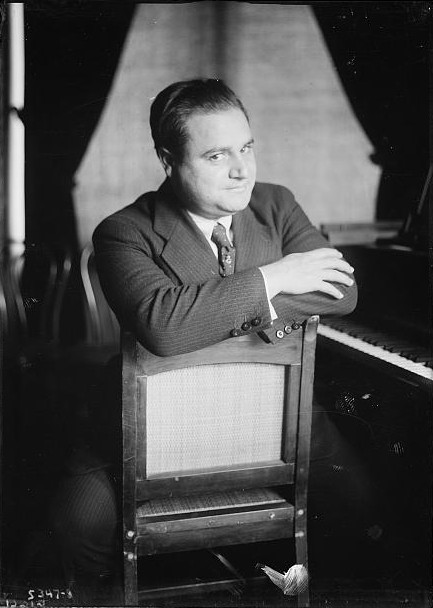
Beniamino Gigli

- Casa natale di Beniamino Gigli: si trova a Recanati in via Risorgimento (contrada Castelnuovo). Gigli vi nacque il 20 marzo 1890, come ricorda una targa commemorativa. Il palazzo è risalente alla metà dell'Ottocento, realizzato come struttura condominiale in laterizio a vista, con intonaco che fascia le cornici dei portali e delle finestre, che sono distribuite in due ordini, divise orizzontalmente da fasce marcapiano che segnano i tre livelli del palazzo. Alla base gli archi a tutto sesto sono più grandi per ospitare l'accesso principale e le botteghe.
- Aula Magna (Pianoforte di Gigli), all'interno del Palazzo comunale, in Piazza Leopardi, si trova lo storico pianoforte di Beniamino e Rina Gigli.
- Museo "Beniamino Gigli", all'interno del Teatro Persiani è visitabile il museo dedicato al grande tenore recanatese, voluto e realizzato con il sostegno del nipote recanatese di Beniamino Gigli, Luigi Vincenzoni.
- Giardini "Beniamino Gigli": si trovano a fianco del Teatro Persiani.
- Casa di riposo "Ester Gigli": si trova in via XX settembre.

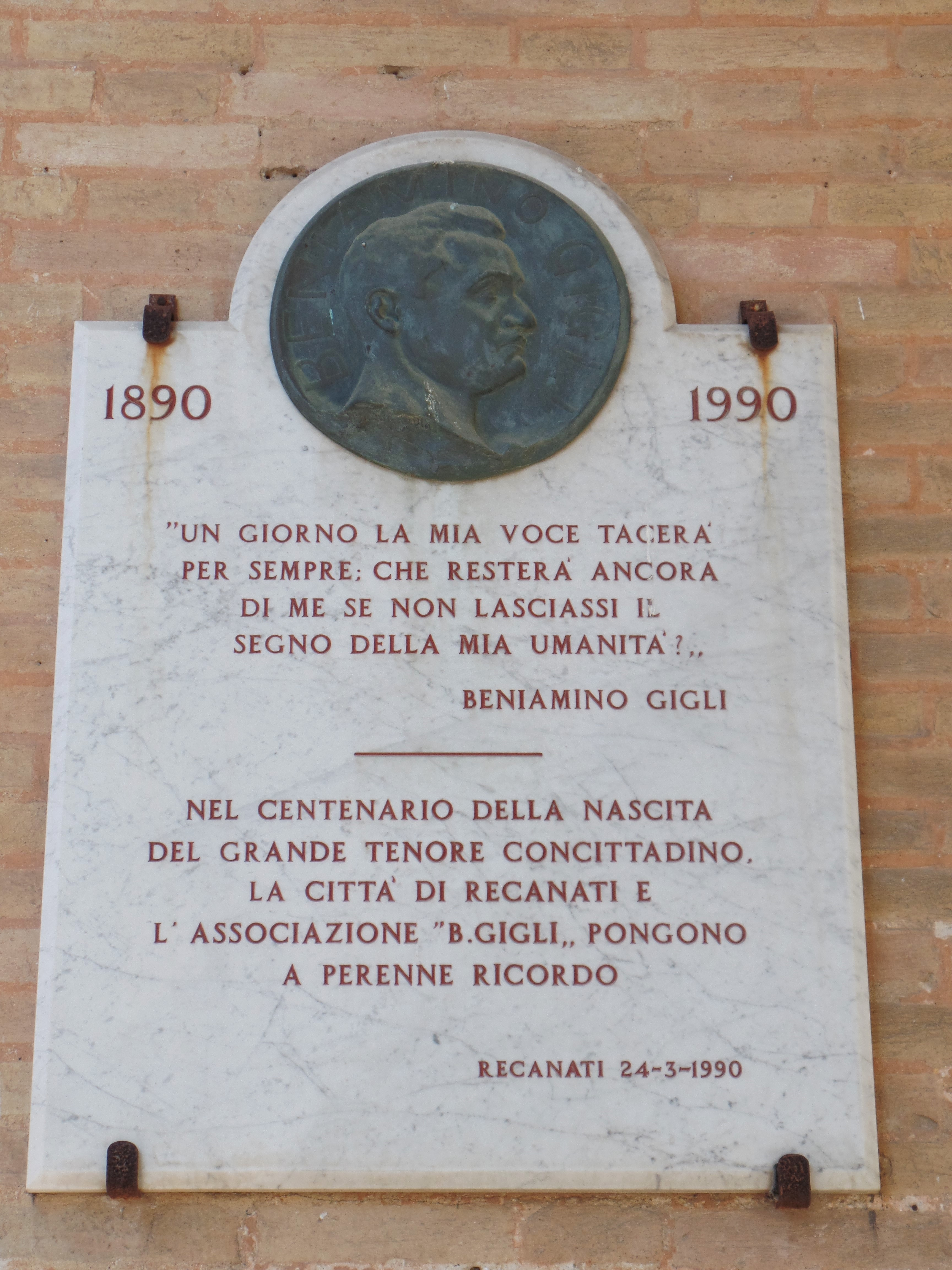
Targa commemorativa sulla casa natale di Gigli

- Villa Gigli: si trova tra Recanati e Loreto lungo viale Beniamino Gigli. Sorge sul colle Montarice, fu lo stesso tenore che volle questa residenza, acquistando il terreno all'inizio degli anni Venti, dando l'incarico di edificazione all'architetto Guido Cirilli, allievo del Sacconi. Successivamente Gigli delegò il fratello Catervo Gigli, professore di Belle Arti. I lavori iniziarono nel 1920, nel 1923 entrò in cantiere l'architetto Florestano Di Fausto, che si scontrò con Catervo per la monumentalità eccessiva del progetto, terminato nel 1927. La villa si estende su un vasto parco, costituito da un giardino all'italiana, fatto di simmetrie e geometrie, dove siepi perimetrali cingono gruppi ordinari di alberi, palmette e sfere di bosso in topiaria. I lati nord e sud del giardino sono circondati da una fascia a bosco, mentre il versante collinare prevede una zona di giardino all'inglese. La villa invece è una sintesi dell'eclettismo architettonico del primo Novecento, che mescola i gusti barocchi, rinascimentali e moreschi: alla sommità della scalinata di accesso si staglia la mossa facciata principale, il prospetto ostenta un fastigio ad altana coronato da quattro statue, raffiguranti l'Architettura, la Scultura, la Pittura, il Canto; invece al cognome "Gigli" fanno rimando i disegni allusivi dei gigli, il pavimento mosaicato, negli elementi decorativi vari della villa e del giardino. L'interno della villa a pianta centrale, è distribuito negli spazi a due piani, nell'appartamento dell'attico, collegato a gli altri da scaloni e ascensori. Si susseguono saloni, camere, sale dello studio e della musica, la cappella privata, con decorazioni parietali a motivo classico e mitologico commissionate personalmente dal Gigli. L'arredamento consiste in tappezzerie provenienti da manifatture parigine, da mobili della ditta Ducrot di Palermo, lampadari di Murano, oggetti, arazzi, quadri del XVII secolo, composizioni floreali di Giuseppe De Curtis. L'attico è ornato con scene allegoriche del lavoro nei campi, opera di Adolfo De Carolis.
- Tomba di Beniamino Gigli: in viale Dalmazia, all'interno del Cimitero comunale, si trova la tomba del celebre tenore. Fu realizzata dal fratello Catervo Gigli, ispirandosi ai monumenti classici dell'Ottocento: ha una forma piramidale a base quadrata ed è interamente realizzata in conci di travertino, a ispirazione delle piramidi dell'Egitto, anche se le spoglie di Beniamino si trovano in sarcofago di marmo all'ingresso del cimitero. La piramide poggia su un basamento decorato con una donna greca scolpita in bassorilievo e con elementi fitomorfi ispirati alla pittura egizia, le stesse decorazioni scolpite sono scolpite sui 12 pilastrini in travertino che delimitano il perimetro esterno del marciapiede. L'ingresso è sottolineato da un monumentale portale in marmo in stile egizio, a bassorilievo con simboli cristiani e pagani. Ai lati all'esterno ci sono due statue bronzee, realizzate da Catervo, che raffigurano le 3 Virtù Teologali. L'interno è affrescato a tempera ad opera di Arturo Politi: in una mandorla dorata si trova il Cristo al centro del Giudizio Universale, fiancheggiato da angeli inginocchiati.

### Luoghi leopardiani

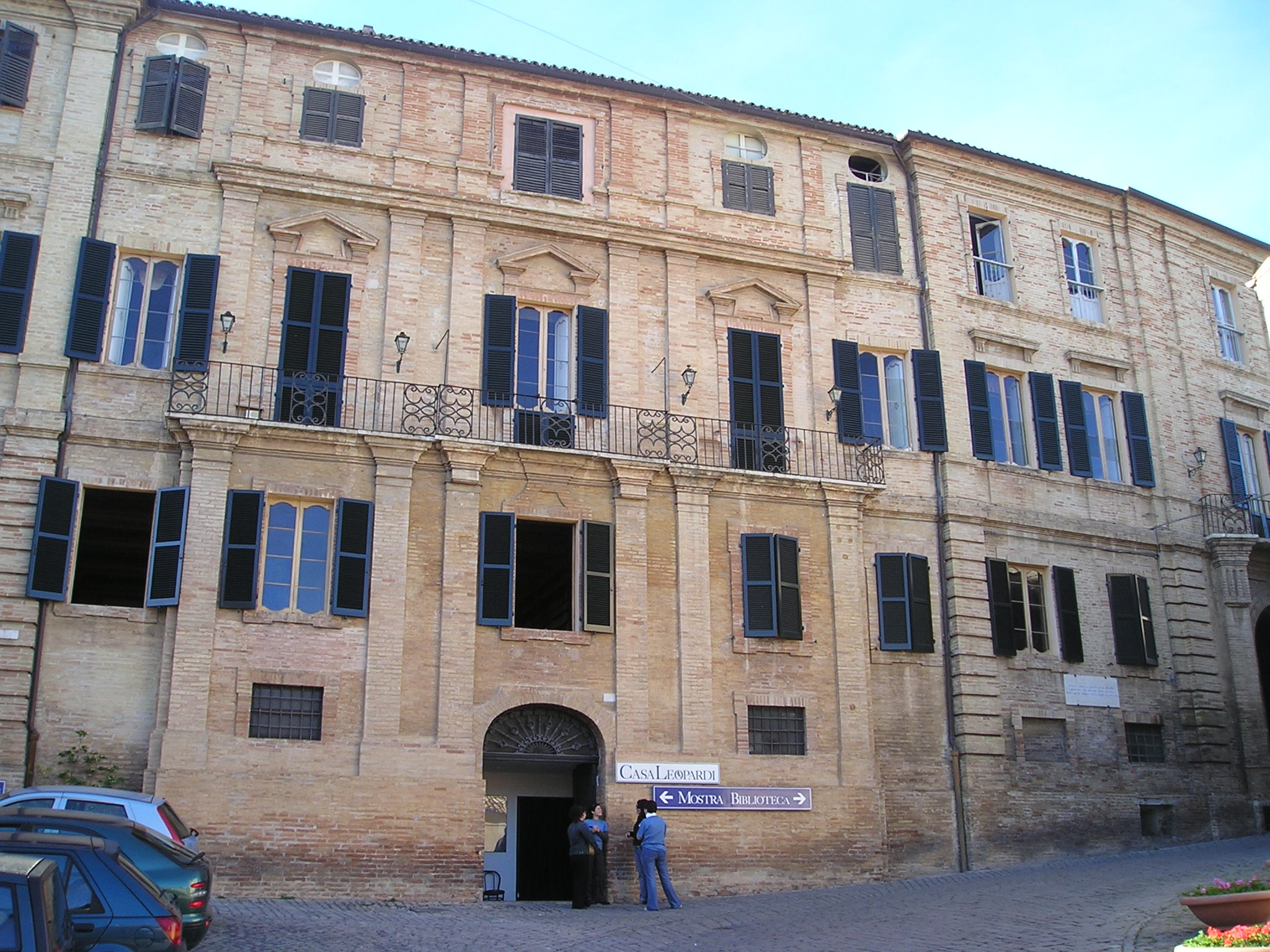
La casa natale di Giacomo Leopardi

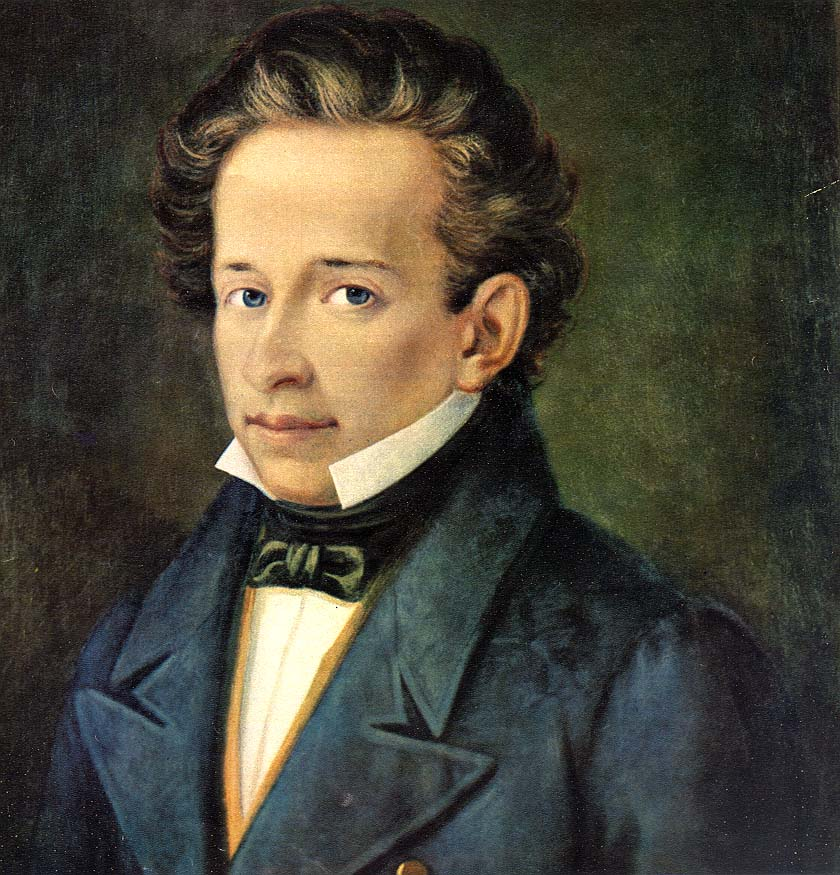
Ritratto di Giacomo Leopardi

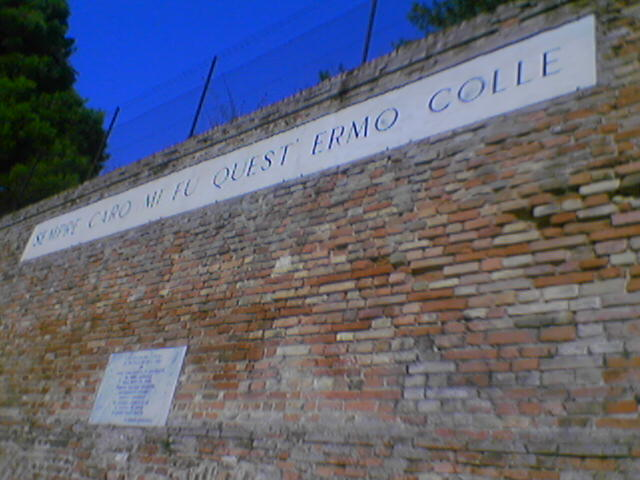
Il Colle dell'Infinito

- Palazzo Leopardi: è la casa natale del poeta, affacciata su Piazzetta Sabato del Villaggio. Il palazzo è abitato dai discendenti e aperto al pubblico. Esso venne ristrutturato nelle forme attuali dall'architetto Carlo Orazio Leopardi verso la metà del XVIII secolo. L'ambiente più suggestivo è senza dubbio la biblioteca, che custodisce oltre 20 000 volumi, tra cui incunaboli e antichi volumi, raccolti dal padre del poeta, Monaldo Leopardi.
- Piazzetta del Sabato del Villaggio: sulla quale si affaccia Palazzo Leopardi. Lì vi si trova la casa di Silvia e la chiesa di Santa Maria in Montemorello (XVI secolo), nel cui fonte battesimale fu battezzato Giacomo Leopardi nel 1798.
- Orto sul Colle dell'Infinito: Posto sulla sommità del Monte Tabor, è il giardino dell'ex convento di Santo Stefano da cui si domina un panorama vastissimo verso le montagne. Questo panorama avrebbe ispirato l'omonima poesia composta dal Leopardi a 21 anni. L'Orto è situato a poca distanza da Palazzo Leopardi e nel 2017 è stato dato in concessione al FAI, che lo gestisce e ne ha curato il restauro[8]. Sulle mura esterne al giardino c'è una lapide con le iniziali dell'idillio L'Infinito (1819), mentre costeggiando queste mura in direzione del Centro Nazionale di Studi Leopardiani si trovano i resti, ricomposti per anastilosi, della primitiva tomba di Giacomo Leopardi a Napoli.

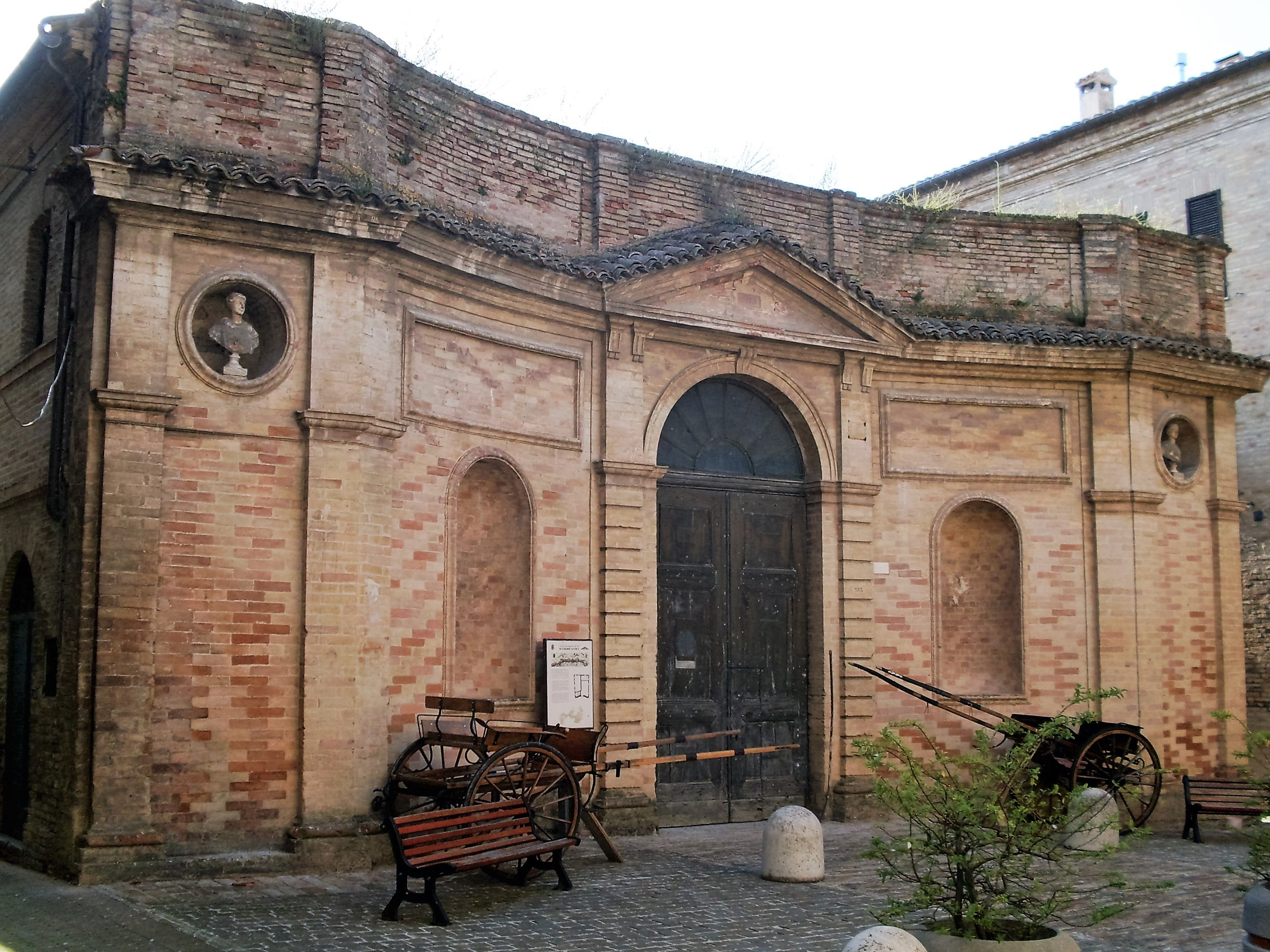
Scuderie Mattei

- Palazzo Antici-Mattei: casa della madre di Leopardi, Adelaide Antici Mattei, edificio dalle linee semplici ed eleganti con iscrizioni in latino. Si trova su via Antici, ha un aspetto tardo settecentesco, diviso da cornice marcapiano in due livelli: il primo scandito da un ordine di quadrotte in conci di pietra bianca, e dal portale di ingresso architravato, il secondo da ordine regolare di finestre rettangolari. Di fronte questo palazzo si trovano le scuderie fatte erigere dal cardinale Tommaso Antici, che mostrano una facciata concava neoclassica, in mattone a vista, con un grande portale centrale che occupa lo spazio d'altezza sino in cima, dove culmina a timpano triangolare, fasciato dagli stipiti a bugna, e con ai lati due nicchie, mentre i pilastri estremi sono inquadrati da paraste a capitelli ionici e da oculi con busti. Palazzo Antici custodisce un importante archivio che proviene dalla famiglia romana dei Principi Mattei.
- Torre del Passero Solitario: nel cortile del chiostro di Sant'Agostino è visibile la torre, la cui cuspide a cartoccio fu decapitata da un fulmine nella metà del XIX secolo, resa celebre dalla poesia "Il passero solitario". La torre ha impianto quadrangolare, risalente al XIII secolo, con quattro arcate per la cella campanaria. La parte superiore è più movimentata, ornata nelle quattro facciata da archetti pensili, e in cima da quattro piccole cuspidi angolari.

### Architetture religiose

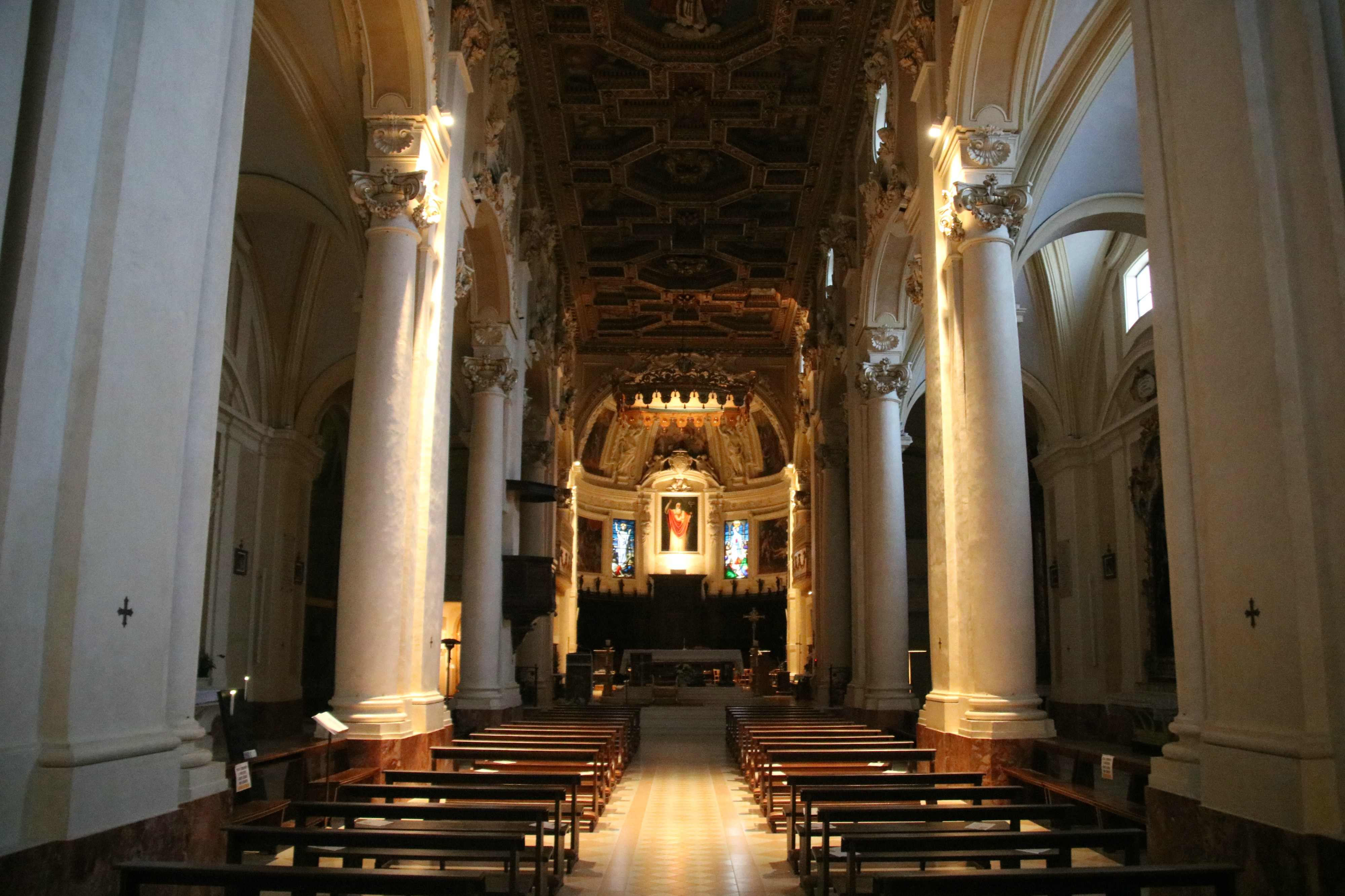
Interno del Duomo

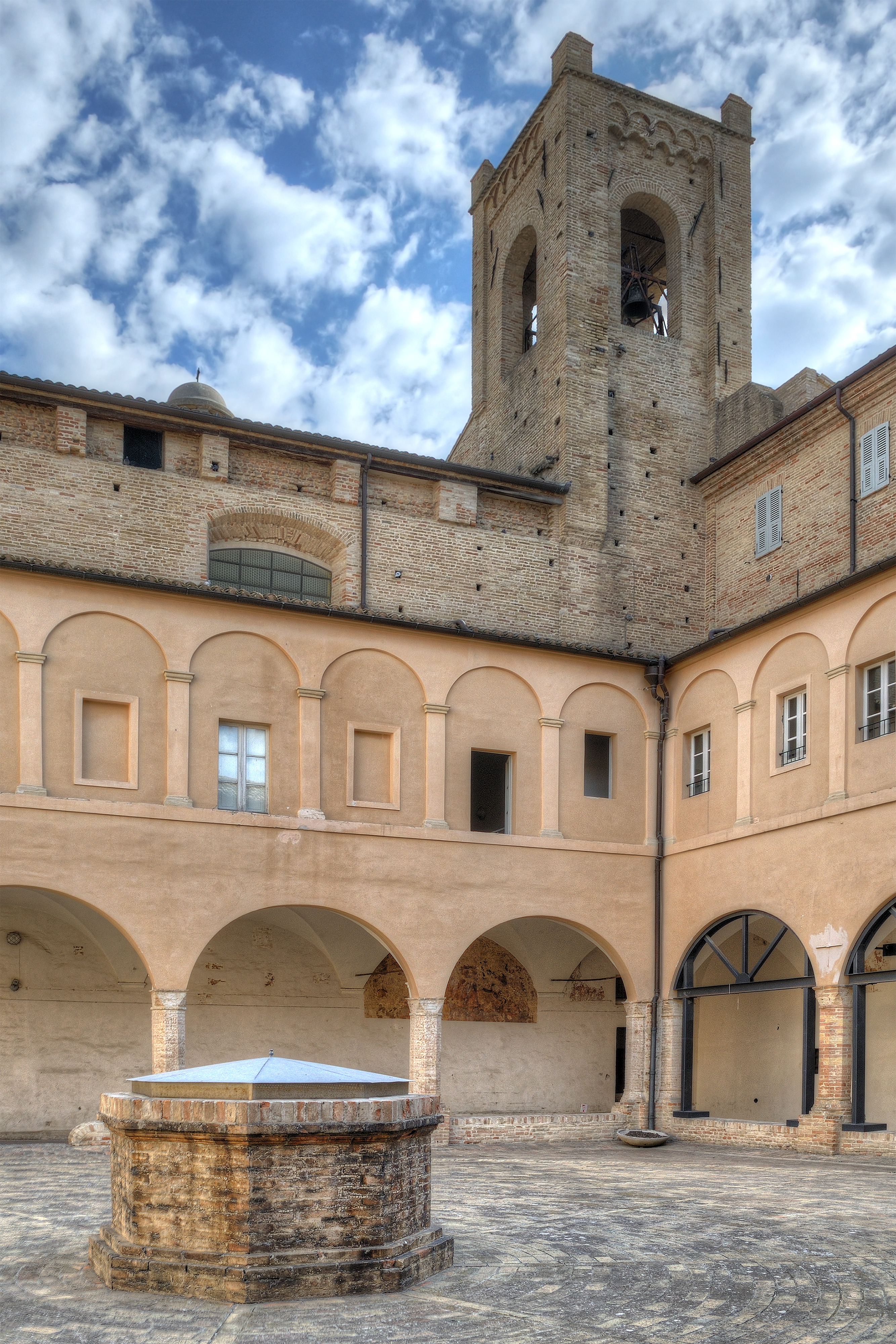
Torre del Passero Solitario, chiostro di Sant'Agostino

- Duomo di San Flaviano.La porta principale è posta sulla fiancata laterale, non ha una facciata e il vasto interno è a tre navate con bellissimo soffitto a cassettoni in legno. A esso è annesso il Palazzo Vescovile e le ex-Carceri. All'interno della cattedrale vi è il sarcofago di papa Gregorio XII ivi sepolto e il Museo Diocesano.

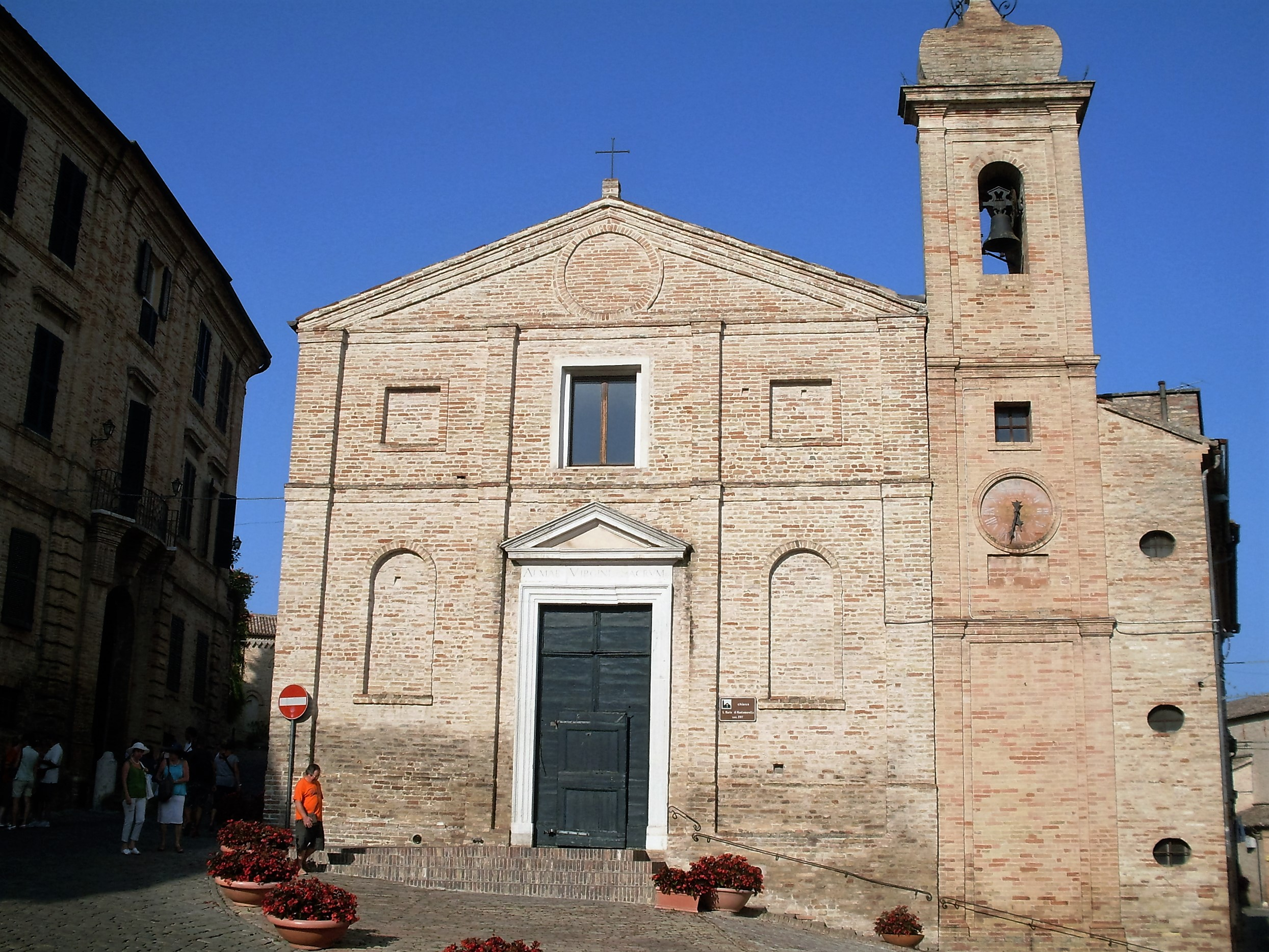
Santa Maria di Montemorello

- Chiesa di Santa Maria di Castelnuovo. È la chiesa più antica di Recanati ed è appartenuta ai benedettini di Fonte Avellana. Posta lungo la strada per Castelnuovo (via Angelo Giunta), ha la struttura in laterizio a capanna, pianta rettangolare: la facciata ornata da tre finestre, quella centrale a mezzaluna, affiancata da due ad oculo, in basso in asse con la mezzaluna il portale di pietra romanico con arco a tutto sesto e lunetta. La torre campanaria è la più antica della città (XII secolo), a pianta quadrata a svettante, con ordine di bifore per facciata, e decorazione ad archetti pensili in cima. Nella lunetta del portale bizantineggiante vi è un bel bassorilievo del Mastro Nicola Anconetano firmato e datato 1253, raffigurante la Madonna in trono con i santi Michele e Gabriele. L'affresco raffigurante la Madonna con Bambino che si trova all'interno è attribuito a Pietro di Domenico da Montepulciano. Da questa chiesa proviene il polittico su tavola con la Madonna in trono col Bambino e Santi di Guglielmo Veneziano (1382), oggi al Museo Diocesano.[9]
- Chiesa di San Francesco d'Assisi. Si trova nella parte nord-ovest, in via Castelfidardo. L'annesso convento fu fondato nel XII secolo, ampliato in quello successivo dai Frati Minori Francescani, e infine ampiamente restaurato nel XVIII. I lavori per la precisione iniziarono nel 1251 come testimonia la bolla di papa Innocenzo IV; l'aspetto attuale risale al rifacimento di padre Camaldolese Giuseppe Antonio Soratini. Dietro l'altare maggiore si può vedere la Madonna del Latte di Antonio da Faenza (1525), mentre sugli altari laterali sono poste tele tra cui la Madonna Immacolata (1631) di van Schayck e San Giuseppe da Copertino di Benedetto Bianchini (1754). Sulla cantoria della controfacciata si trova l'organo ligneo dipinto del 1753, di Pietro Nacchini. La chiesa esternamente è ricoperta in laterizio, con pianta rettangolare a navata unica, e facciata a capanna con timpano triangolare che lascia ancora intravedere l'aspetto antico, per la presenza del classico nartece di accesso ad archi. Il campanile a torre è in stile rinascimentale.
- Chiesa e chiostro di Sant'Agostino. Sorge in piazza Pietro Giordani, fu costruita assieme al convento degli Eremitani di San'Agostino nel 1270 e rifatta un secolo dopo assieme alla cattedrale. Il portale in pietra d'Istria (1485) è di Giuliano da Maiano, mentre l'interno fu rifatto alla fine del XVII secolo su disegno del Ferdinando Galli da Bibbiena, con pale realizzate dal Pomarancio, Pier Simone Fanelli, Felice Damiani e residui di affreschi di Giacomo da Recanati. Vi sono poi opere di Antonio Calcagni che qui è sepolto.
- Complesso conventuale di Sant'Agostino. A Recanati ha sede una delle caserme più antiche di tutta l'Arma dei Carabinieri. Essa si trova all'interno del complesso conventuale di Sant'Agostino. Assegnata all'Arma dopo l'assorbimento del suo territorio nel Regno d'Italia nel XIX secolo, pur con interventi di ristrutturazione operati da Ferdinando Bibbiena nel ' 600, la caserma ha conservato le originali forme trecentesche. Con l'arrivo dei Carabinieri Reali un altro progetto di ristrutturazione del complesso previde l'allestimento della caserma al primo piano mentre il piano terreno e l'interrato furono destinati a carcere mandamentale.

- Chiesa di Santa Maria di Montemorello. Si trova in Piazzetta Sabato del Villaggio, detta anticamente "de Platea" fu rifatta completamente nel 1581 quando vennero i Gesuiti a Recanati. La chiesa subì ancora radicali trasformazioni all'inizio dell'Ottocento per opera del Brandoni. All'interno sono conservate una tavola datata 1580 di Durante Nobili da Caldarola, allievo di Lorenzo Lotto e una pala d'altare attribuita a Pier Simone Fanelli (XVII secolo). Famosa per essere stata la cappella della famiglia Leopardi, situandosi a poca distanza dal palazzo.
- Chiesa dei Cappuccini- Fu costruita col convento nel 1618. All'interno un quadro della Madonna di Loreto del Pomarancio e una tela attribuita al Caravaggio (La Madonna dell'insalata). Sul piazzale di fronte fu eretta una stele in travertino con ceramiche di Arturo Politi e Rodolfo Ceccaroni.

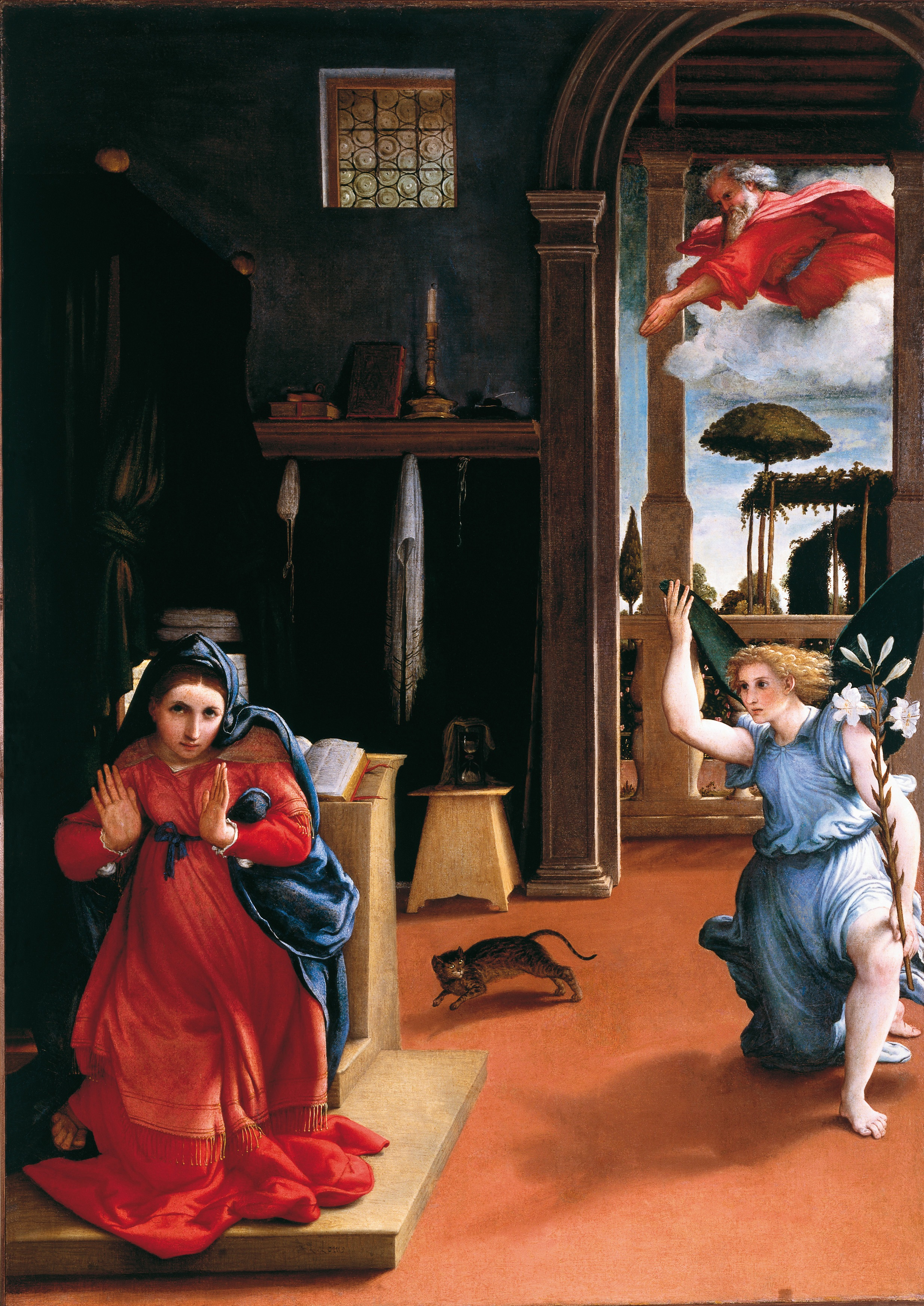
Annunciazione, 1528, Recanati, Museo civico Villa Coloredo Mels

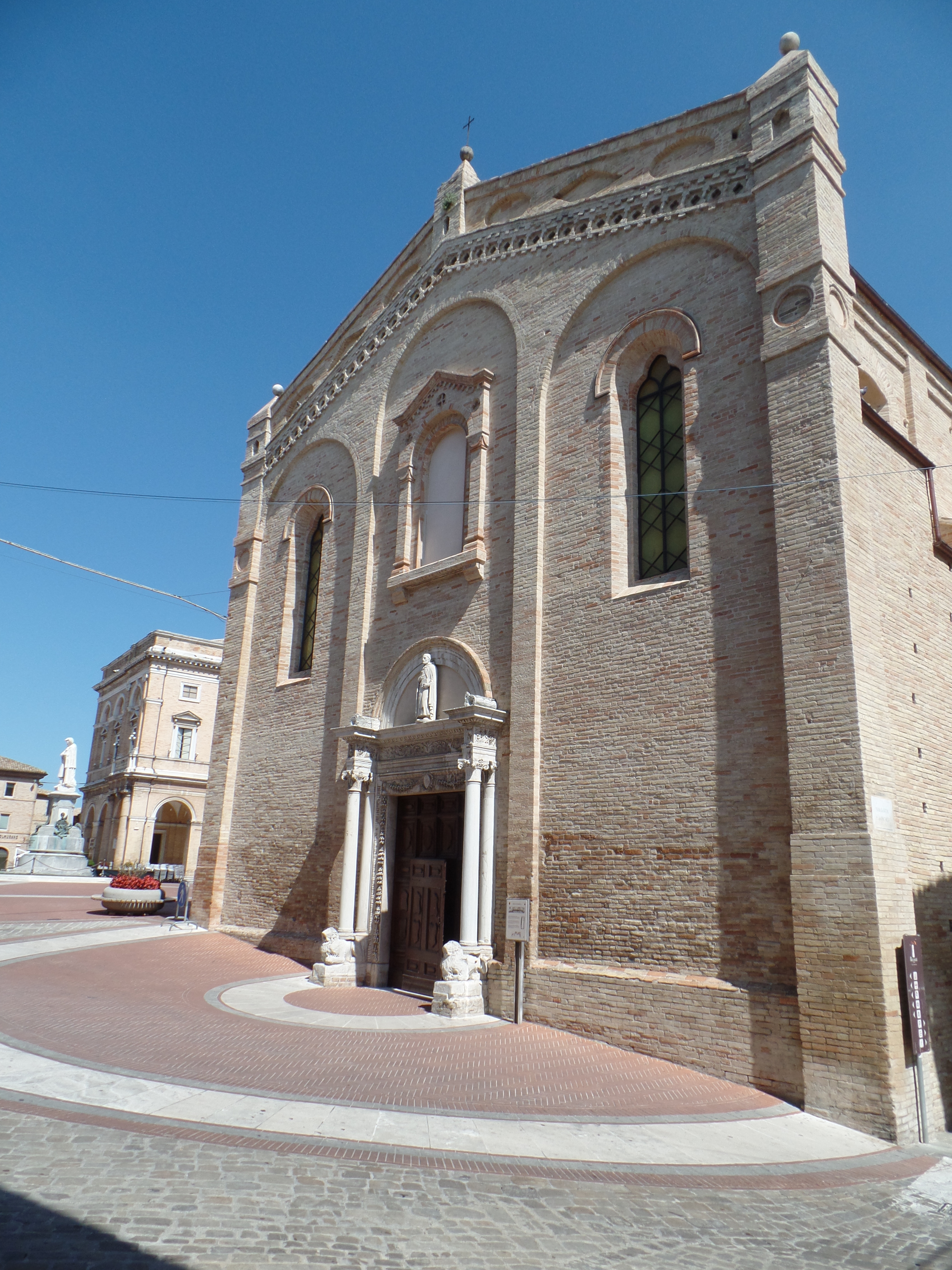
Chiesa di San Domenico

- Chiesa di San Domenico. Detta anche del Santissimo Rosario, sorge adiacente a piazza Leopardi. Venne costruita dai Domenicani nel 1272, e rimaneggiata nel XVIII secolo. Nel sito del convento, poi demolito, si racconta che passò San Pietro Apostolo, lasciando una reliquia della Croce. L'abside è di stile neogotico e risale all'Ottocento, come la facciata. Il portale del 1481 è opera di Giuliano da Maiano. All'interno si trova il San Vincenzo Ferreri in gloria, opera del 1513 di Lorenzo Lotto, tagliato nel Settecento per adattarlo a pala d'altare; di fronte a questo c'è il San Sebastiano del Torreggiani; a destra della chiesa si trova la medievale Porta San Domenico.
- Chiesa di Santa Maria dei Mercanti. Lungo Corso Persiani, è per questa chiesa che fu dipinta l'Annunciazione di Lorenzo Lotto, ora trasferita al Museo civico Villa Coloredo Mels. Fu realizzata nel 1170 circa dalla confraternita dei Mercanti: ha una facciata molto semplice intonacata, frappostra tra due strutture, scandita da paraste ioniche e cornici marcapiano. Al centro si trova il portale architravato in pietra con mensole, sovrastato da una finestra centrale. L'interno a navata unica è decorato da mari policromi e stucchi, l'altare maggiore è scandito da paraste corinzie in marmo.
- Chiesa di San Vito. L'attuale edificio fu costruito su un'antica chiesa romanico-bizantina e trasformata nelle forme attuali nella metà del Seicento su disegno di P.P. Jacometti. Nel 1741 il terremoto danneggiò la facciata che fu rifatta su disegno del Luigi Vanvitelli, in cotto e con le colonne a spirale bicromate. Della primitiva costruzione tre-quattrocentesca all'esterno conserva l'impianto absidale e una torre campanaria incompiuta. Nella cappella adiacente (inizio navata a destra) c'è l'oratorio con la tela del Pomarancio raffigurante la Presentazione al Tempio, due tele piccole di Pier Simone Fanelli, e l'Assunta del Latre. Di notevole valore anche le tele di Felice Damiano da Gubbio (1582), di Giuseppe Valeriani (1550) e Paolo de Matteis (1727).

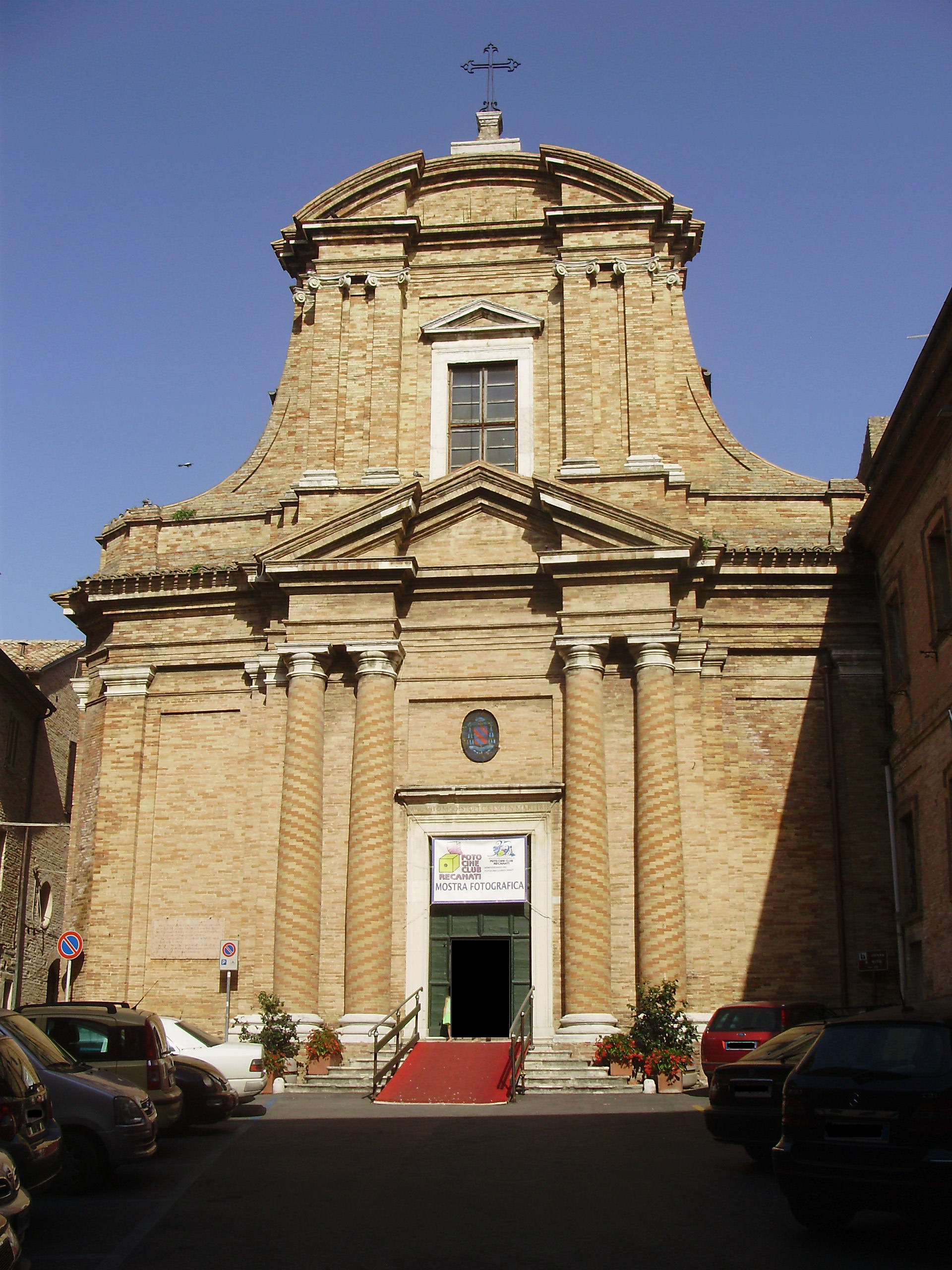
Chiesa di San Vito: facciata

- Chiesa di San Filippo Neri. Lungo il corso Persiani, risale al Settecento, e presenta una facciata in mattoni scandita da coppie di paraste verticali, e inframmezzata da cornicione marcapiano. Al piano inferiore si trova il portale centrale architravato in pietra con timpano triangolare, sovrastato da finestra centrale, mentre al secondo livello le coppie di paraste presentano il capitello corinzio. L'interno ha navata unica con l'altare maggiore in legno decorato con velature a oro zecchino, utilizzate anche per le decorazioni della cantoria, del pulpito e dei coretti. Vi sono conservate una tela con San Filippo Neri che riceve lo Spirito Santo di Pier Simone Fanelli, già presente in chiesa nel 1666,[10] mentre presso gli altari laterali sono le tele rappresentantii San Carlo Borromeo e la Madonna col Bambino e Santi di Andrea Pasqualino Marini e Saverio Moretti.
- Chiesa di San Michele. Si trova sul corso Persiani. La primitiva risale al 1234, ma fu rifatta nel 1783 su disegno di Carlo Orazio Leopardi. L'impianto è rettangolare con facciata a capanna terminante con architrave e timpano triangolare. Il portale architravato in pietra bianca mostra l'iscrizione latina del rifacimento del tempio. L'interno a navata unica mostra un delicato e sobrio impaginato barocco di stucchi e pennacchi, scandito lateralmente da paraste corinzie per gli altarini.
- Chiesa di San Pietrino. In via Leopardi, la facciata è forse del Vanvitelli. La chiesa è della Confraternita degli Orti; si ipotizza, da frammenti murari sulla destra, che la chiesa possa avere origini remote: l'aspetto attuale è settecentesco, con rifacimenti in stile neoromanico nel tardo XIX secolo. Il portale centrale è sovrastato dalla bella finestra ovalie dentro una cornice movimentata, opera di Vanvitelli, affiancata da quattro finestre murate laterali rettangolari. La cornice superiore è decorata da dentelli e archetti pensili. L'interno a navata unica è molto semplice.
- Chiesetta della Madonna delle Grazie. La chiesa fu costruita sul luogo in cui si dice comparisse la Beata Vergine a una giovane albanese di nome Elena. La chiesa e gli affreschi di Giacomo di Nicola da Recanati che vi si trovano richiedono un urgente restauro.
- Chiesa di Santa Maria di Varano. La chiesa e l'annesso convento furono costruiti per i Frati Minori Osservanti a spese dell'allora vescovo di Macerata e Recanati, il forlivese Nicolò dall'Aste[11]. Era chiamata anche "chiesa degli Zoccolanti" dal nome popolare dei Frati Minori Osservanti, ossia Frati "zoccolanti" (unificati nell'Ordine dei Frati Minori). Parte dell'allora convento divenne nel 1873 il pubblico cimitero, nel quale vi è sepolto Beniamino Gigli. La cappella di San Diego fu fatta eseguire da don Diego Zapata. Vi sono poi due tele di Pier Simone Fanelli, San Francesco e San Lorenzo da Brindisi e un Sant'Antonio di Marino Pasqualini. L'altare ligneo è del XVII secolo.
- Chiesa di S. Giovanni in Pertica (detta del Beato Placido). L'edificio religioso, che si trova fuori Porta Romana, fu costruito nel secolo XIII e fu ricostruito nel secolo XVI e nel 1529 prese anche il nome del beato che presso questa chiesa fondò una comunità apostolina e vi fru sacerdote e vicario. La chiesa conserva il corpo del beato e all'altare di sinistra una tavola, forse in origine un gonfalone, con la Madonna del Soccorso con i Beati Placido e Bartolomeo in basso che sono in realtà la stessa persona, Bartolomeo Placido, la cui iconografia fu erroneamente sdoppiata già in antico. La tela fu dipinta probabilmente da Baldo de Sarofini ed è databile, specie per l'impianto spaziale che non può non prescindere dagli esempi di Palmezzano e Solario dell'inizio del secolo, alla metà del secondo decennio del Cinquecento.[12] L’annesso monastero, rimaneggiato nei secoli, è oggi adibito ad asilo.
- Chiesetta di Sant'Anna. Costruita alla fine del XV secolo, è stata rifatta ampiamente nel XVIII. La facciata barocca in laterizio ha una grande cornice presso l'architrave in pietra con iscrizione, all'interno della chiesa c'è una copia della Santa Casa di Loreto, com'era prima dell'incendio del 1921, e un'icona votiva della Madonna.
- Convento di Santo Stefano. Sul Colle dell'infinito, fu eretto nel 1394 come monastero delle Francescane femmine, istituito nel 1443, e soppresso nel 1486. Il monastero nuovo fu rifatto nel 1507, terminato nel 1535, come testimoniato nel breve di papa Alessandro VI. La chiesa fu reintitolata a santo Stefano nel 1691, con ristrutturazione barocca, decorazione del soffitto a volta a botte e apparati a stucchi. Soppresso nel 1810, il monastero andarono disperse varie opere d'arte. Nel 1852 fu rilevato dalle Figlie del Sacro Cuore, che vi istituirono un istituto per l'educazione. Attualmente il convento è di proprietà comunale ed è usato per convegni e manifestazioni.

### Palazzi e architetture civili

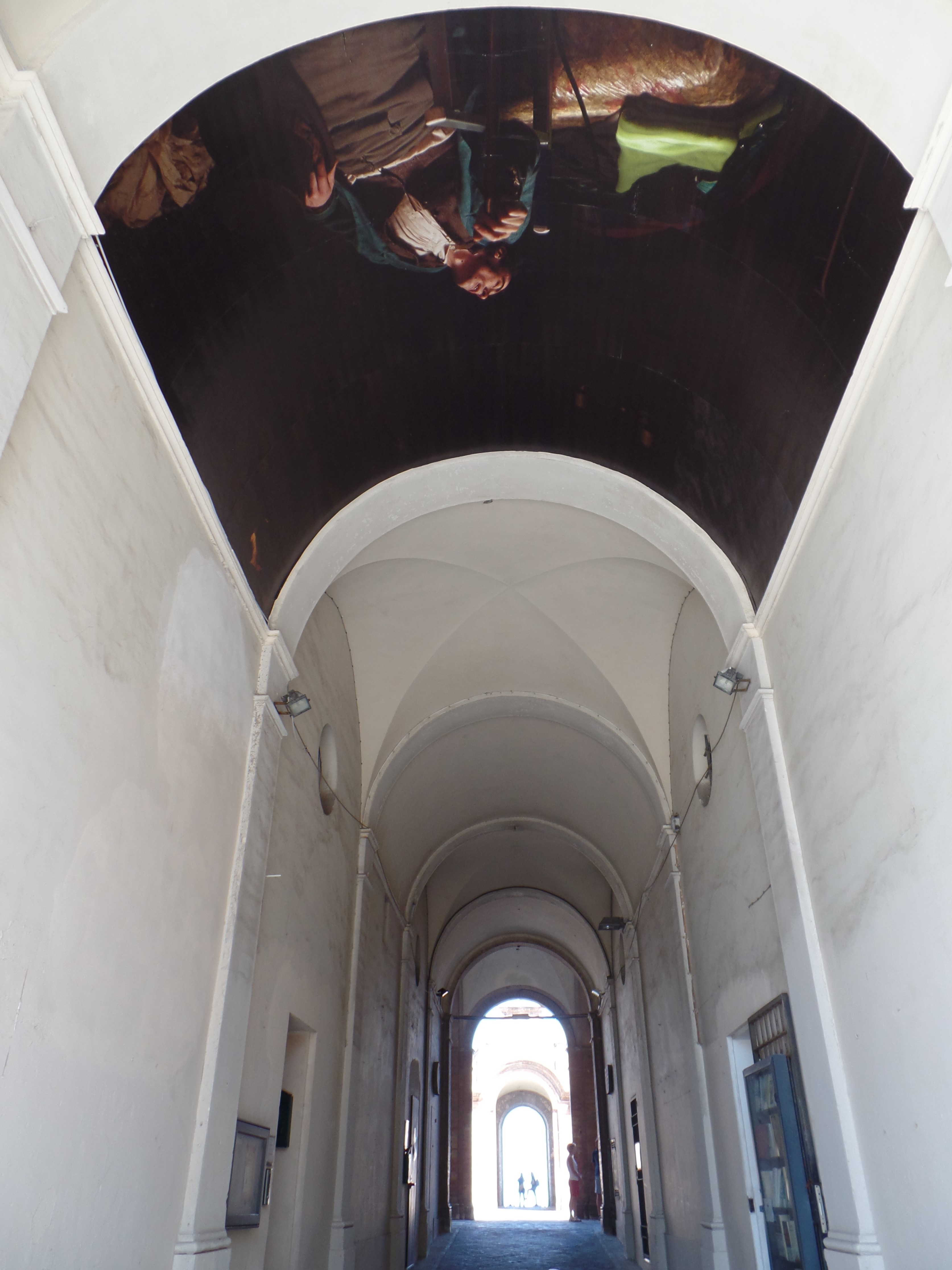
Ingresso a Palazzo Venieri

- Palazzo Venieri. Fatto costruire dal cardinal Venieri su disegno di Giuliano da Maiano, che diresse anche i lavori di costruzione. Situato a cavallo delle mura urbiche, era concepito a metà fra residenza e castello urbano. La corte rinascimentale, porticata su tre lati presenta colonne in pietra d'istria e raffinati capitelli con lo stemma cardinalizio. Aperta ad ali sul paesaggio collinare, seguendo un modello che ritroviamo spesso in opere rinascimentali marchigiane, presenta un arco-balcone che si affaccia sul mare sopra il quale spicca un orologio con la scritta "volat irreparabile tempus". A Recanati Giuliano sperimenta la soluzione che poi ripercorrerà nella sua villa di Poggioreale per Alfonso V d'Aragona a Napoli. Nell'agosto del 1479 la morte del cardinale pone fine ai lavori del palazzo che rimane così incompiuto. La loggia dei Mercanti di Macerata risulta essere realizzata con materiali di recupero del Palazzo Venieri di Recanati. Furono ospiti di questo palazzo due papi, Paolo III nel 1539 e Pio VII nel 1814. Il palazzo è sede del Liceo classico "Giacomo Leopardi".

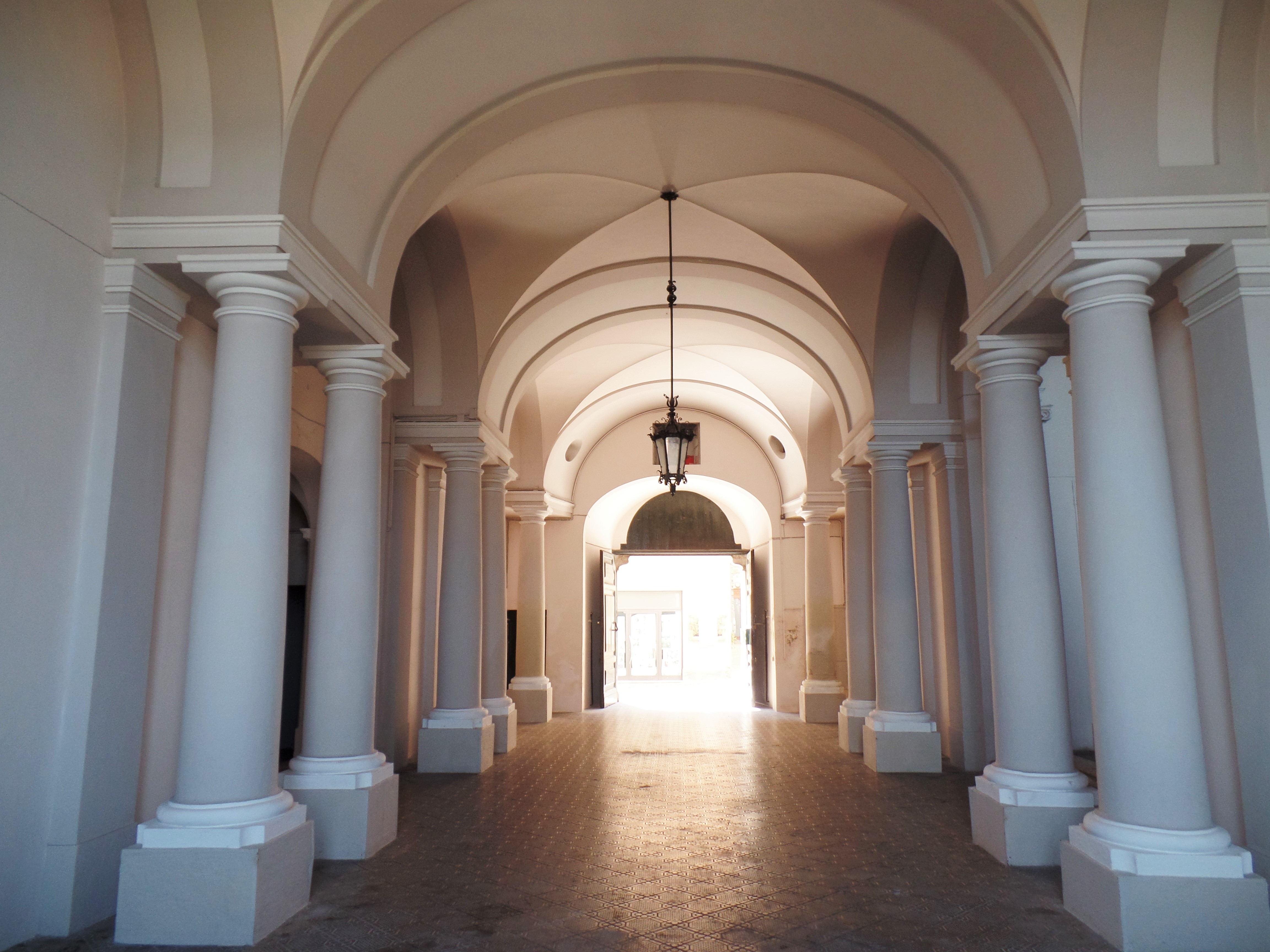
Palazzo Roberti Carancini

- Palazzo Mazzagatti. In via Roma, apparteneva originariamente ai Massucci della Stella. Deve il suo disegno o a Giuliano da Maiano o a Luciano Laurana. La facciata è un esempio di architettura gentilizia signorile, nella corte interna la doppia svelta loggia come nel Palazzo Venieri permette l'accesso ai piani superiori. Lo stemma nobiliare si trova sull'architrave della finestra centrale del cortile interno. Nel mezzo dei pilastri del portone c'è una stella, insegna dei Massucci della Stella, che avevano il palazzo nel XV secolo.
- Palazzo Masucci della Stella. Fu costruito su edifici trecenteschi su disegno del Can. Carlo Orazio Leopardi. Il portale di ingresso in pietra, a cornice ad arco a tutto sesto, è fiancheggiato da due stelle, simbolo della famiglia nobiliare (XIV secolo), attraverso esso si accede con la scalinata ai piani superiori, oppure al cortile mediante un androne voltato a botte. Il cortile è tronco, a pianta rettangolare, parzialmente circondato da un bel porticato con campate voltate a botte, e ordine di colonne cilindriche a capitello composito.
- Palazzo Carancini. Il disegno del palazzo è attribuito ai Bibbiena. Si trova in via Calcagni, è uno dei palazzi più interessanti della città, già appartenuto ai marchesi Roberti nel XVII secolo. La facciata ha decorazioni in travertino, interessante è anche il disegno dell'atrio di accesso, con la scala monumentale scenografica, la più ampia dei palazzi recanatesi, l'atrio ha il soffitto voltato a botte, e in tratti a crociera, scandito lateralmente da colonne cilindriche a capitello dorico.
- Casa di Teresa Fattorini (Silvia). In piazzetta Sabato del Villaggio accanto alla chiesa di Montemorello, risale al 1796, quando Monaldo Leopardi fece rifare le abitazioni della servitù sopra le antiche scuderie. L'edificio è stato restaurato nel 2017, ed è incluso nel percorso di visita del Palazzo Leopardi, include al piano terra la biglietteria nuova con negozio souvenir, mentre al piano superiore, accessibile attraverso una stretta scalinata, si trovano gli ambienti della servitù, dove visse anche la giovane Teresa Fattorini, immortalata da Giacomo Leopardi nella poesia A Silvia. Le stanze visitabili in tutto sono tre: sala pranzo-cucina-riscaldamento, la sala da letto di Silvia e la sala da letto dei genitori.

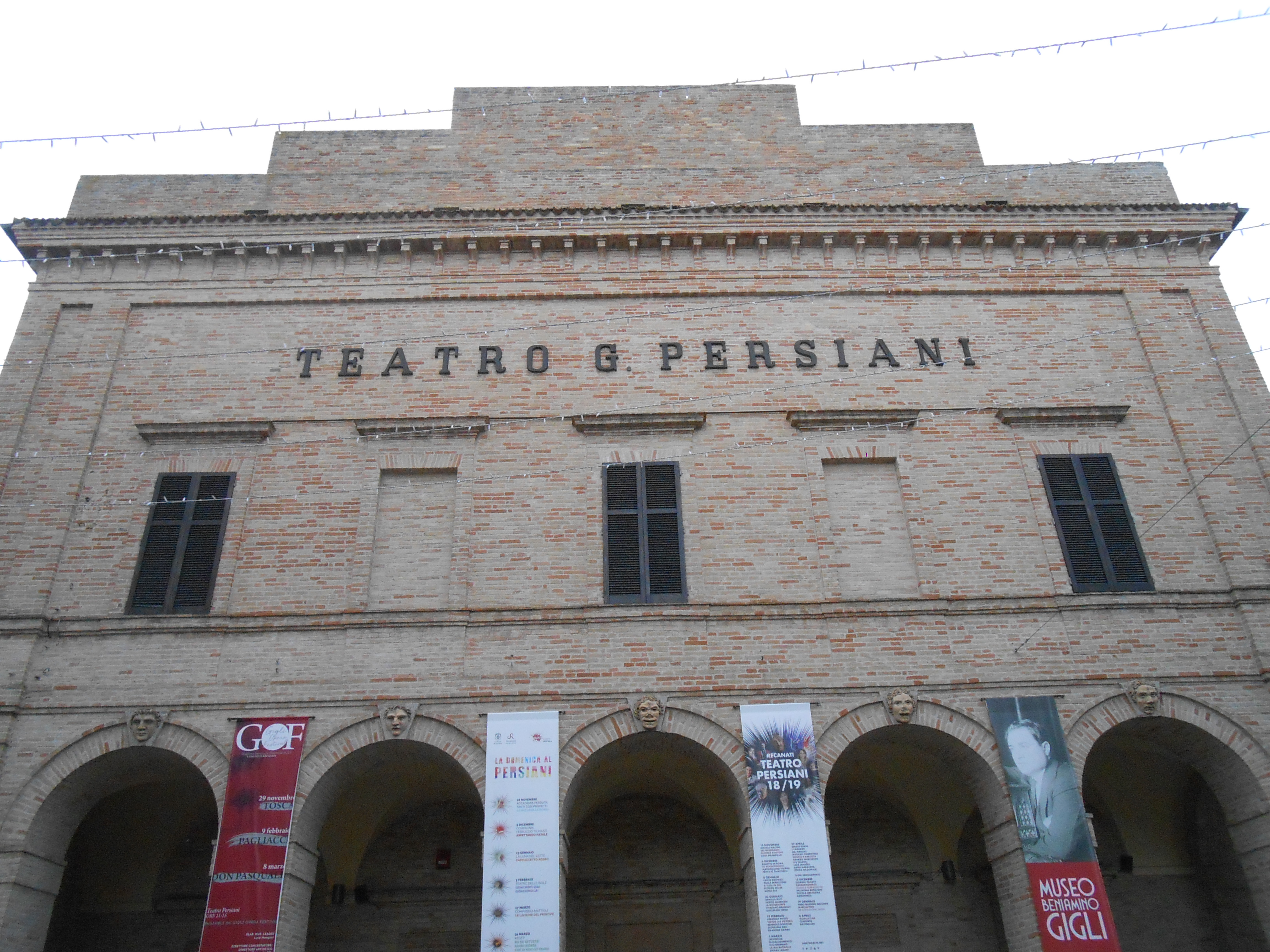
Teatro Persiani

- Teatro Giuseppe Persiani. Inaugurato nel 1840, fu voluto fortemente dal gonfaloniere Monaldo Leopardi. La sala disegnata da Tommaso Bandoni presenta la curva a ferro di cavallo e quattro ordini di palchi. Il boccascena è architravato, sorretto da binati di paraste decorate culminanti in coppie di mensoloni a modiglione. L'apparato decorativo venne dipinto dai sangiorgiesi Saverio Basili ed Eusebio Basili; il plafone, raccordato con lunette dipinte a Trompe l'oeil, venne affrescato dal riminese Marco Capizucchi e poi rinnovato nel 1870 dai Recanatesi Luigi Basvecchi e Lorenzo Urbani; la scenotecnica venne curata dal maceratese Gaetano Ferri; le scene furono fornite dal celebre pittore e scenografo faentino Romolo Liverani.
- Teatro de' Nobili. Realizzato da Giovanni Albertini.

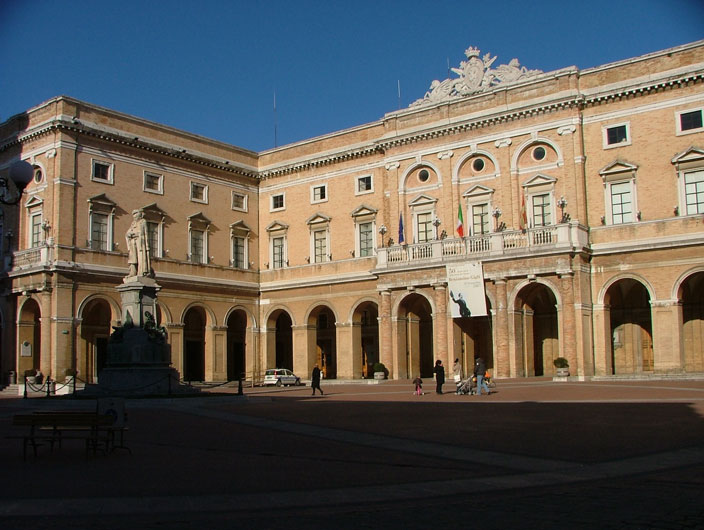
Piazza Leopardi con il palazzo comunale

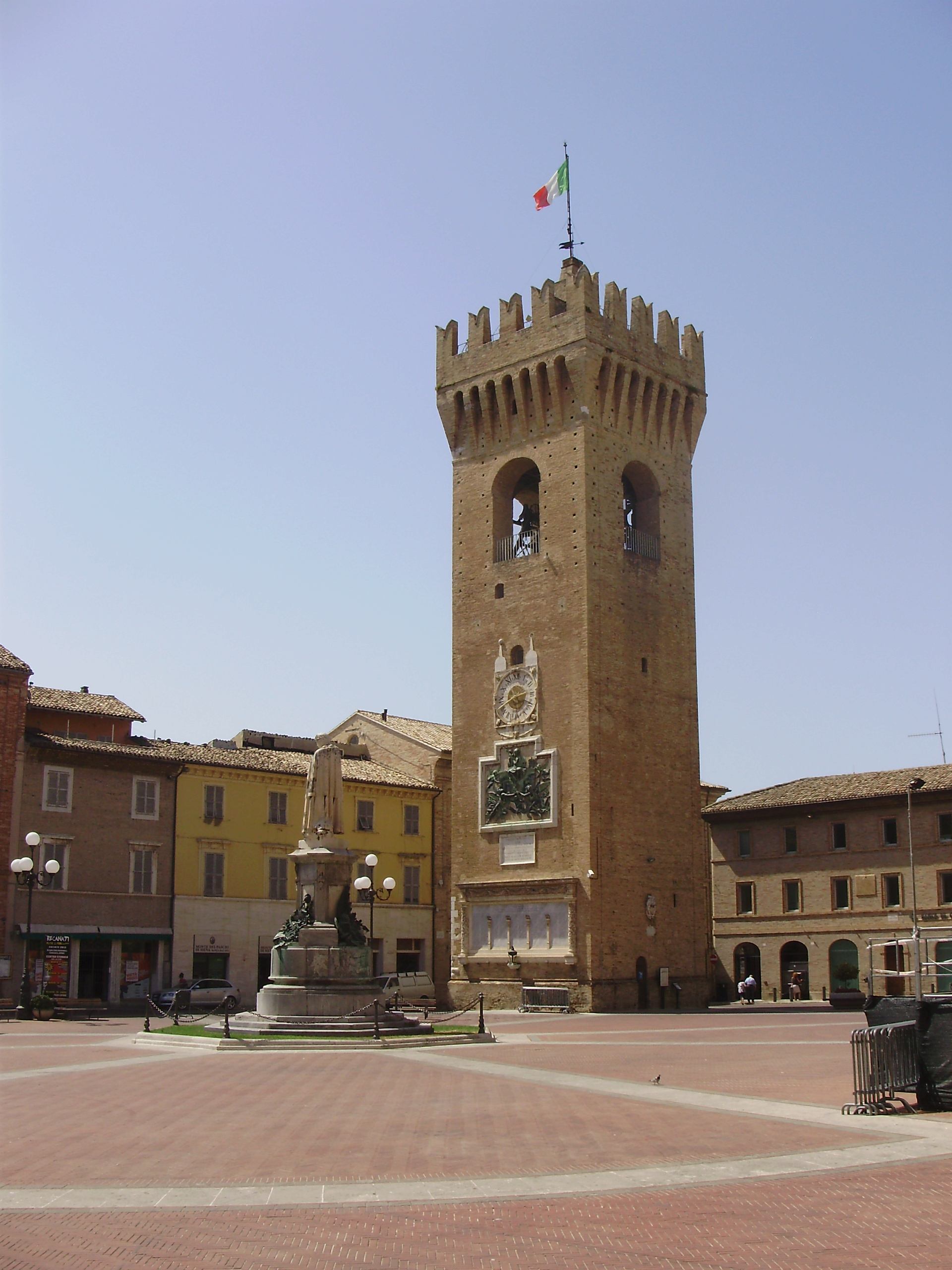
Torre del borgo

- Palazzo Municipale. In Piazza Leopardi, è stato eretto nel 1872 su progetto di Pietro Collina sopra l'ex convento dei Domenicani. Anticamente era il Palazzo dei Priori  (1467) ricavato da tre castelli di Monte Volpino, Monte Morello e Monte Muzio, risalenti al 1150. Il palazzo fu demolito nel 1871 per realizzare il nuovo municipio. Al secondo piano possiede l'aula Magna decorata da Gaetano Koch, la sala di Rappresentanza con il busto del poeta Giulio Monteverde, la Sala degli Stemmi con le insigne della città, l'Aula consiliare di Matteo Tassi. Al piano superiore si trova il Museo della Chitarra dedicato a Oliviero Pigini, decorata dal ceramista Ceccaroni. La pianta del palazzo è rettangolare, con alle estremità due bracci che avanzano verso la piazza, componendo degli angolri retti. Il rivestimento è in laterizio, alternato a fastose decorazioni di gusto palladiano: l'avancorpo centrale della struttura, leggermente aggettante, è decorato alla base da tre arcate a nartece a tutto sesto, fasciate da cornici in pietra di gusto classico, colonne d'inframmezzo decorate a capitello dorico, che sorreggono la balaustra della balconata centrale, con ordine di tre finestre incorniciate da timpano triangolare, a loro volta situate dentro delle nicchie cieche a tutto sesto, con la cornice in pietra poggiante su capitelli ionici. In cima all'avancorpo si trova un bassorilievo in pietra monumentale con motivi animali e vegetali, che racchiude lo stemma civico. Anche gli altri settori hanno l'ordine di finestre a timpano triangolare, ma senza la particolare decorazione dell'avancorpo centrale. I due bracci ad angolo retto sono ornati da portico con le campate voltate a botte e le colonne quadrangolari a capitello composito.

### Piazze e monumenti pubblici

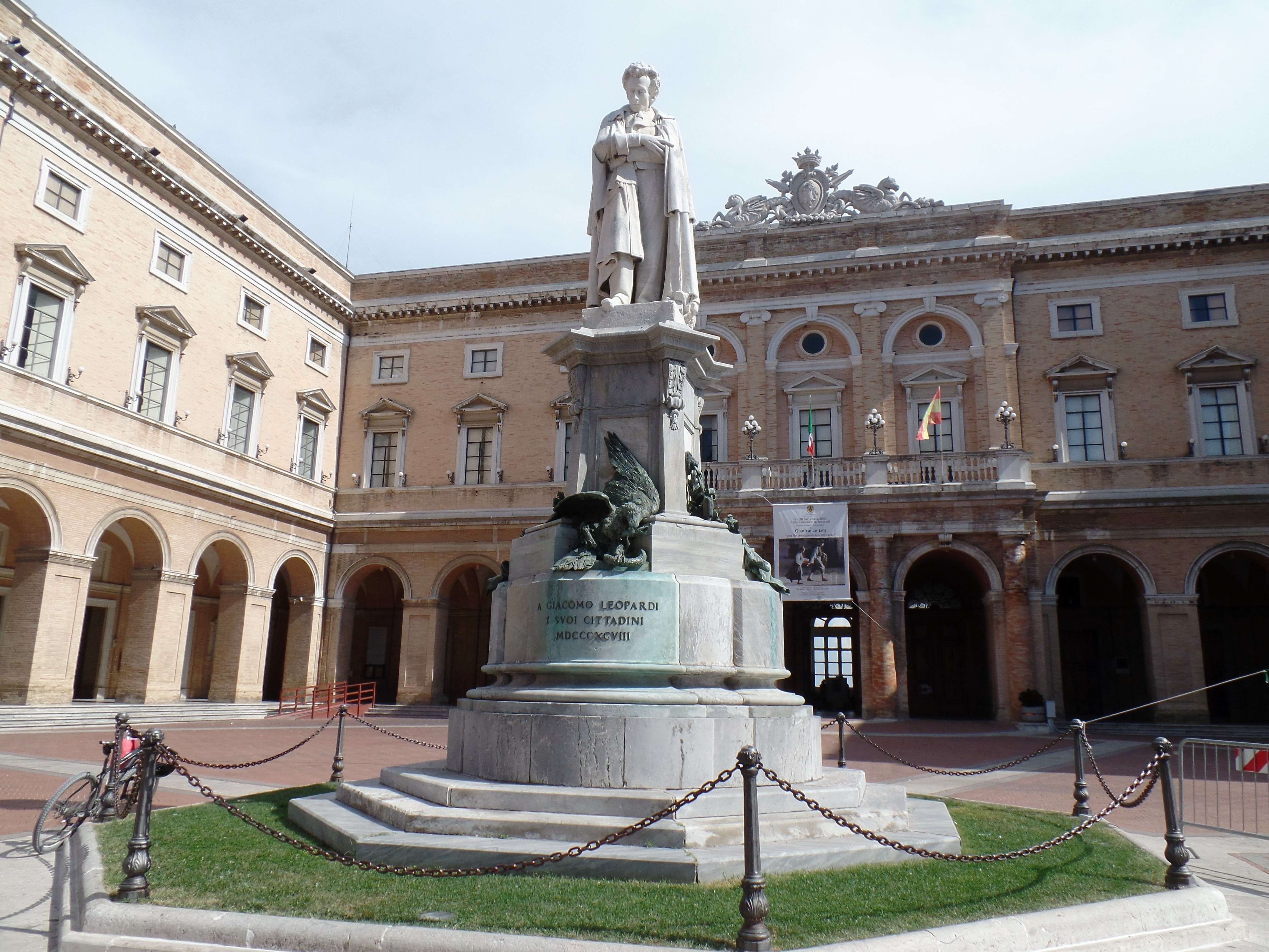
Statua di Leopardi e dietro il Palazzo comunale

- Piazza Leopardi e palazzo comunale: il neoclassico Palazzo comunale costruito alla fine dell'Ottocento in occasione del I centenario della nascita di Giacomo Leopardi è situato nella piazza che prende il nome del poeta. L'Aula Magna al suo interno è stata decorata dall'architetto Gaetano Koch (autore anche del palazzo della Banca d'Italia a Roma). All'interno del Comune anche il Museo dedicato a Beniamino Gigli, in cui sono conservati abiti di scena, documenti e dischi del grande tenore. Al centro della piazza il monumento dedicato al poeta di Ugolino Panichi e una bella torre ghibellina (Torre del Borgo) sui lati della quale spiccano il simbolo della città scolpito da Jacopo Sansovino, lo stemma della città di Fermo (XIII secolo) regalato a Recanati in segno di alleanza, il bassorilievo bronzeo di Pier Paolo Jacometti e un orologio il cui quadrante è in pietra bianca risalente al 1562.
- Torre del Borgo: alta 36 metri, si trova in Piazza Leopardi, risalente al XII secolo, rimase isolata dopo la demolizione del Palazzo dei Priori al quale era collegata. L'attuale merlatura ghibellina su beccatelli, sporgente dalla sommità è frutto del rifacimento revival neogotico ottocentesco: la pianta è quadrata, è decorata da una targa marmorea a rilievo dedicato ai Caduti nella Grande Guerra, opera di Guido Cirilli (1923), poi un grande rilievo bronzeo monumentale ritraente Traslazione della Santa Casa di Loreto opera di Pier Paolo Jacometti (1634), un orologio civico in alto il cui quadrante risale al 1562, un leone rampante raffigurato nello stemma civico, scolpito dal Sansovino, e infine la cella campanaria interna. La torre è visitabile, ospita all'interno il MUREC (Museo di Recanati, allestito lungo i sette livelli della torre, ed è possibile salire sino in cima per ammirare il panorama).
- Monumento di Giacomo Leopardi: realizzata sulla scenografica piazza municipale in occasione del primo centenario della nascita del poeta (1898), si erge sopra un piedistallo in bronzo con un'aquila e iscrizione commemorativa. La statua ritrae in forme immaginarie il poeta raccolto nell'atto di pensare, con il volto leggermente malinconico, mentre fissa in basso la piazza.
- Monumento ai caduti: si trova in piazza Europa, realizzato a forma di obelisco su bronzo istoriato, poggiante su basamento in pietra calcarea. Il basamento è posto su una gradinata circolare, è un alto podio dove sono poggiate tre palle di cannone, sopra vi è il basamento prismatico a base triangolare nelle cui facce sono riportati dei versi del poeta Leopardi All'Italia. Il tronco è di forma prismatica realizzato a bassorilievo con la tecnica della fusione del bronzo; in ognuna delle tre facce sono rappresentati 10 episodi legati agli eventi bellici della Grande Guerra. La narrazione rispetta l'ordine cronologico degli avvenimenti, si svolge dall'alto in basso; la composizione presenta inoltre scene allegoriche, anche se la descrizione dei luoghi e delle vicende è molto precisa (battaglie dell'Isonzo, del Piave, di Dogali). In un'altra faccia è raccontata la storia dell'unità d'Italia attraverso le tre guerre d'Indipendenza, con i riquadri dell'incontro di Garibaldi e Vittorio Emanuele II a Teano, l'impiccagione di Cesare Battisti nel 1916, la Conferenza di Parigi nel 1919, poi scene della seconda guerra mondiale di grande effetto, come Papa Pio XII in visita al quartiere San Lorenzo (20 luglio 1943). Nell'ultima scena a carattere risorgimentale è raffigurata la conquista della Libia.
- Obelisco istoriato di Piazza Europa: obelisco di recente fattura, che ricorda mediante pannelli istoriati il mito classico della nascita dell'Europa dal ratto di Zeus, tramutatosi in bue che portò la fanciulla a galoppo sul mare.

### Architetture militari
Castello di Montefiore

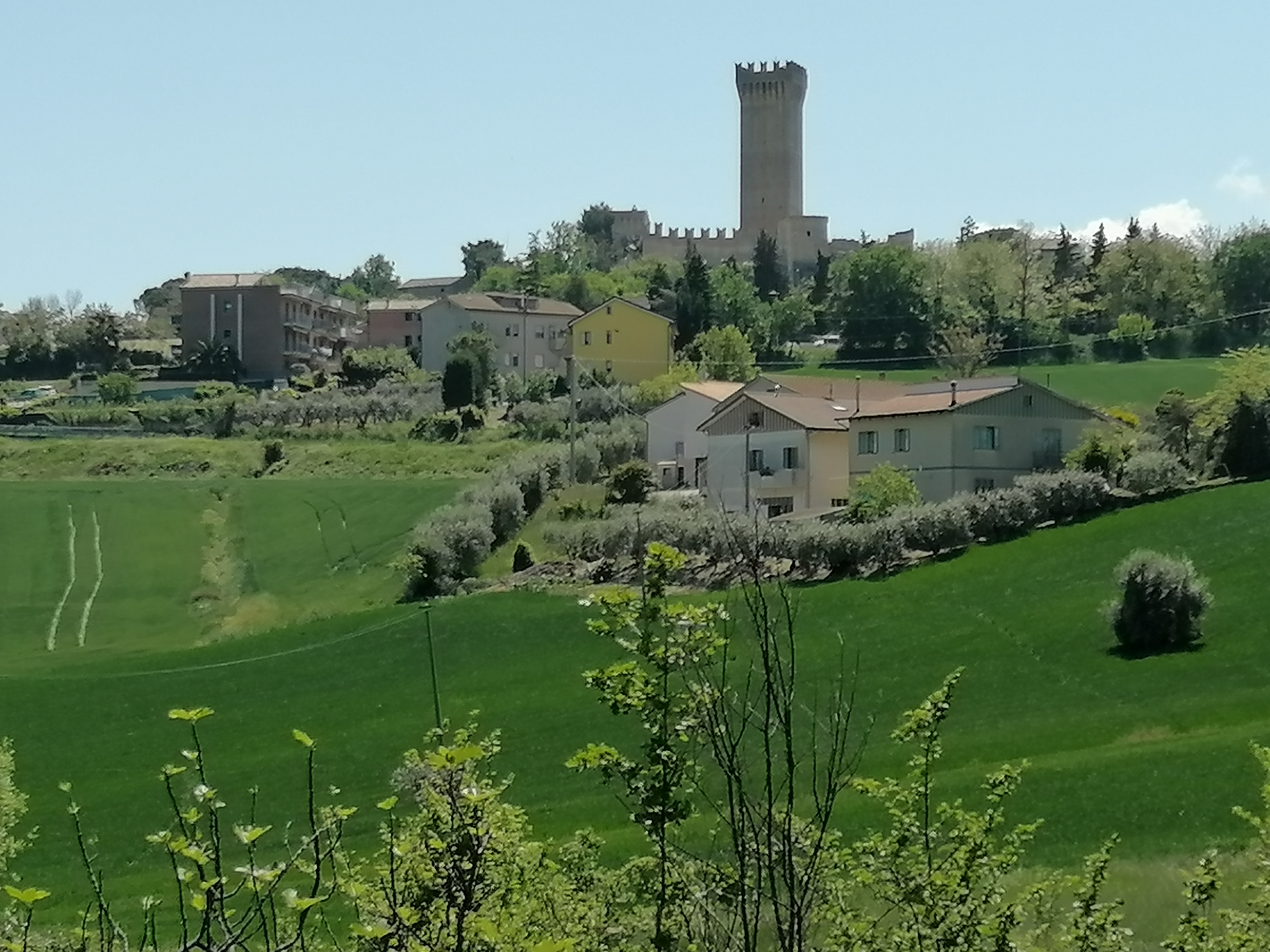
Il castello di Montefiore a dominio del paesaggio.

Venne costruito nel Basso Medioevo, si trova al confine con Montefano. Risalire al X secolo, eretto nell'area di confine del ducato di Spoleto e dei Bizantini della Pentapoli. Il castello fu riedificato nel XIII secolo per arginare le truppe del feudo di Osimo che si trovava di fronte al castello di Montefano. Montefiore si dotò degli statuti comunali nel 1405, vennero eseguiti lavori di fortificazione, con la costruzione della grande torre centrale, documentata nel 1429, mentre una ventina d'anni più avanti le mura vennero rinforzate a scarpa per via degli attacchi dei capitani di ventura, e contro il papa e il duca Sforza di Milano. Nel 1467 i lavori venne effettuati dai sue signori Antonio Politi e Tommaso Gabrielli, come attesta una lapide. Nel 1486 vi installò il presidio militare il governatore della Marca Fermana Boccalino di Gozzone, signore di Osimo, che portò il castello al massimo splendore, facendolo diventare una rocca imprendibile, rispetto alla costruzione originaria con funzioni di avvistamento. La trasformazione lenta in borgo abitato avvenne dal XVII secolo, venne trasformata la cappella di San Biagio del 1184, e l'afflusso sempre più cospicuo di paesani determinò la costruzione di una nuova chiesa fuori le mura nel 1840. Il castello venne danneggiato durante il 1943-44 e ristrutturato. Il castello a pianta poligonale con quattro corpi in muratura ed è sovrastato da un'alta torre quadrilatera con merlature. Nelle epoche successive subì notevoli opere di ampliamento.
Porte civiche

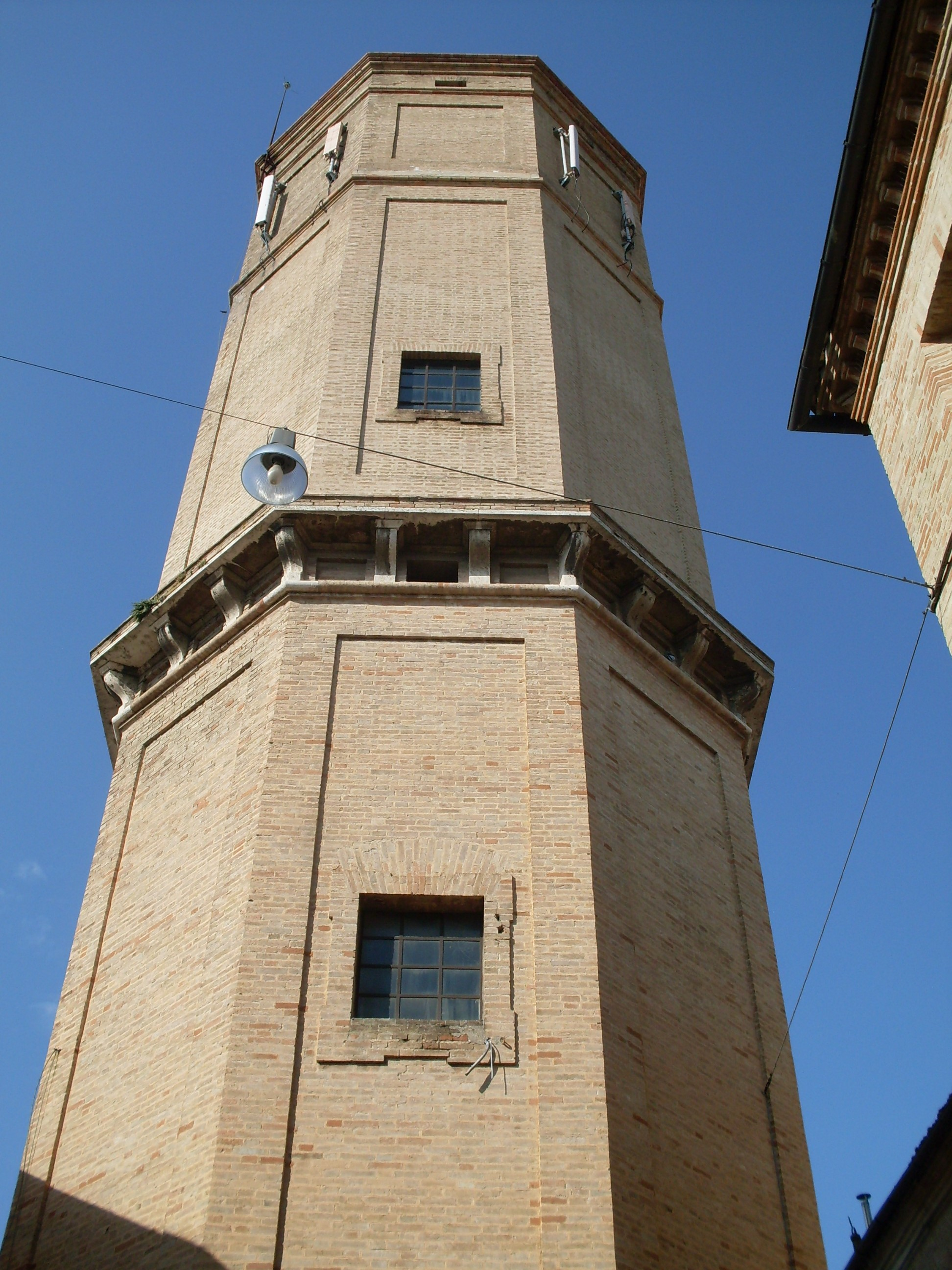
Torre dell'Acquedotto

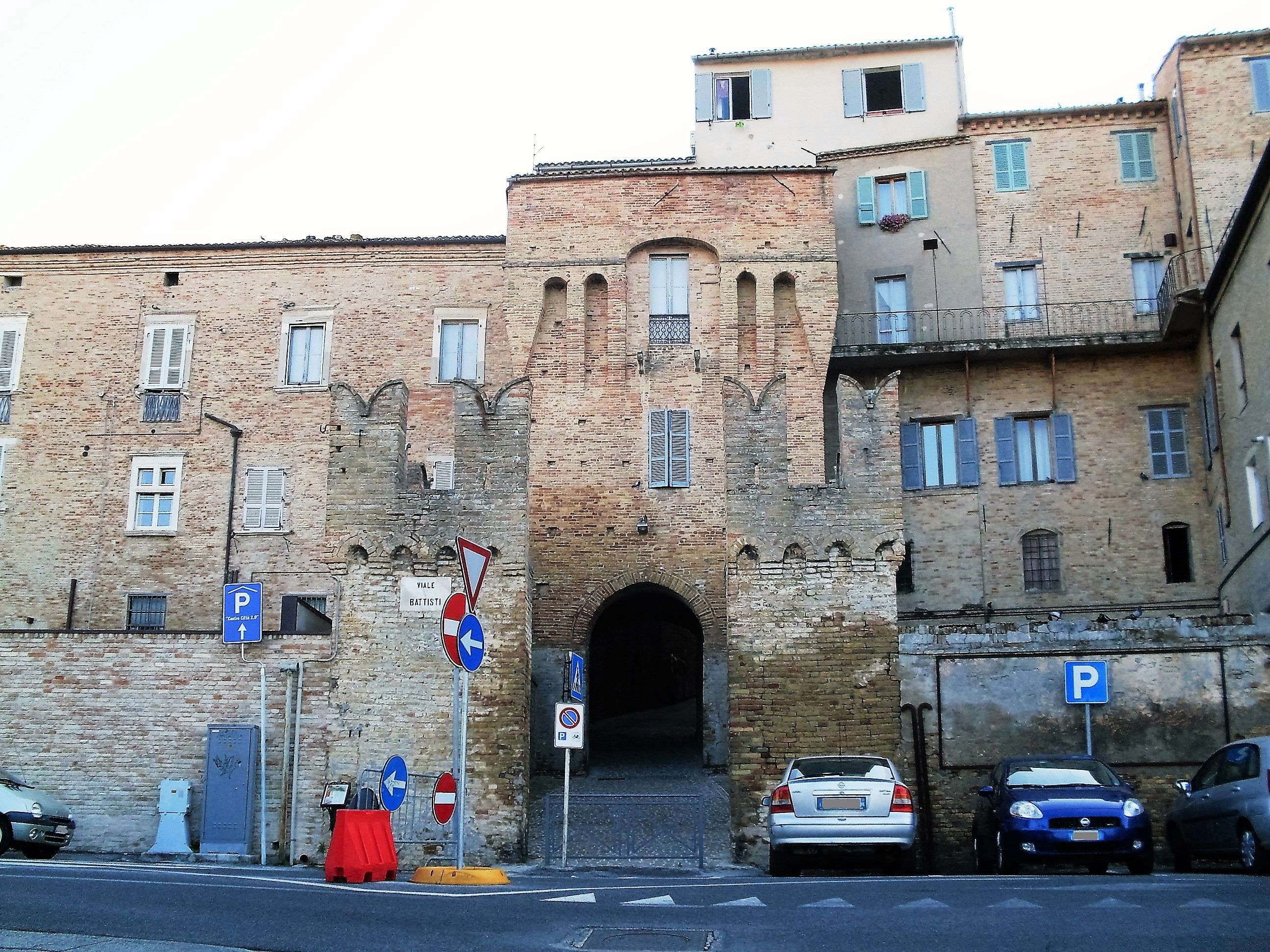
Porta San Filippo

Le porte di Recanati in tutto erano 14, e si conservano solo queste:
- Porta Marina: posta tra via Carducci, via XX Settembre e via Cesare Battisti, è detta anche "Porta Pia" da l nome di papa Pio VI che la fece rifare daccapo dall'architetto Giuseppe Valadier (1783). L'impianto originario è del XIV secolo, il progetto fu affidato a Francesco Cianfaroni da Jaesi, che delegò il Valadier; ha un busto bronzeo di Papa Braschi, Pio Vi e lo stemma della famiglia nobiliare, abbattuto nel 1860 dai piemontesi. I lati dell'arco a tutto sesto si notano i due posti di guardia, con delle bocche da fuoco laterali. Le due terrazze originarie sono state demolite, al posto dello stemma papale è stato collocato quello civico. La porta è fasciata in bugnato, soprattutto nell'area dell'arco, con gli stipiti a paraste bugnata, che termina in ambedue i lati a capitello aggettante, fusosi con la cornice marcapiano che sorreggere il timpano triangolare monumentale, ornato dallo stemma, e sovrastato da un grande altorilievo con cuspidi a motivi vegetali, e al centro un ovale con lo stemma.
- Porta San Filippo: posta sulla via omonima, all'incrocio con via Battisti, è del XII-XIII secolo, detta anche Porta Mercato, che consentiva sino al 1665 l'accesso al rione. Nell'Ottocento fu rifatta in parte dall'ingegnere Collina; conserva ancora caratteri medievali ben riconoscibili, il torrione centrale con beccatelli a sporto e la cortina difensiva tagliata dall'apertura ad arco.
- Porta Romana: in via Rampa del Duomo, detta anche di Santa Margherita, la porta è di origini medievali, ampiamente rifatta nel 1844 da Tommaso Brandoni e Domenico Masserini, incorporando nella sovrastruttura in laterizio la merlatura ghibellina, demolendo il corridoio di difesa che la univa alla guardiola presso la casa Monti. Come Porta Marina, questa è decorata ai lati dell'arco da due grandi colonne cilindriche a capitello, che sorreggono l'architrave a timpano triangolare.
- Porta San Domenico: presso le mura dietro la chiesa di San Domenico, si affaccia su via Battisti. Risalente al Medioevo, è stata privata della muratura e della merlatura nel XVIII secolo, e si presenta all'esterno con arco a tutto sesto, mentre il fornice di via San Domenico, è a ogiva.
- Porta Cannella: risale al 1358, anche se ha subito interventi interessanti nell'Ottocento. Il nome proviene dalla fontana a cannelle che si trovava accanto. La porta è in laterizio, con il fronte caratterizzato dal grande arco a tutto sesto, e da tre nicchie disposte in modo triangolare sull'area della facciata stessa.
- Torre dell'Acquedotto: benché non appartenga alle architetture militari, è erroneamente confusa con quella del Passero solitario, per la sua vicinanza alla chiesa di Sant'Agostino.

### Siti archeologici
- Insediamento di Fontenoce: gli scavi condotti nel 1984-1985, 1992, e 1997-1998, hanno individuato un abitato riferibile a una fase avanzata del neolitico (VI millennio a.C.)
- Necropoli di Fontenoce - Area Guzzini: gli scavi condotti dal 1992 al 1997, hanno portato alla luce un'importante necropoli eneolitica costituita da 20 tombe a grotticella artificiale (IV millennio a.C.). In zona sono stati trovati anche degli abitati.
- Necropoli Cava Koch: necropoli eneolitica (IV millennio a.C.).
- Contrada "Valle Memoria": la "memoria" indica di solito il luogo dove erano sepolti i martiri cristiani durante i primi secoli. Vicino alla chiesetta detta "Ottaviani" (in territorio che è proprietà della Santa Casa, nei pressi del ponte sulla strada Regina) c'è tuttora una fonte d'acqua viva, detta "Fons Episcopi", dove un antichissimo vescovo e alcuni cristiani furono condotti e martirizzati durante le persecuzioni romane. Il vescovo e i martiri provenivano dalla città di "Potentia" che sorgeva alla foce dell'attuale fiume Potenza.

## Società

### Evoluzione demografica
Abitanti censiti

### Etnie e minoranze straniere
Al 31 dicembre 2024 la popolazione straniera era di 1.597 persone, pari al 7,74% della popolazione.

### Dialetto
Il dialetto recanatese (u reganatese), insieme ai vernacoli di Montefano, Filottrano e, più all'interno, di Staffolo, Cupramontana  nonché del quadrilatero Arcevia-Serra San Quirico-Fabriano-Sassoferrato, fa parte di un gruppo di transizione (definibile come zona mista o "grigia") tra i dialetti della zona anconetana (o marchigiana centro-settentrionale) e quelli della zona maceratese-fermano-camerte (o marchigiana centro-meridionale), in quanto ospita influssi provenienti in egual misura da entrambe le aree. Si tratta di una parlata di classificazione incerta, al punto che dagli studiosi viene fatta rientrare indifferentemente tanto nell'uno tanto nell'altro gruppo: è comunque evidente che, data la notevole ampiezza del territorio comunale, mentre nelle frazioni più settentrionali, come Bagnolo, gli influssi anconetani sono predominanti, viceversa in quelle poste più a sud, come Sambucheto, il dialetto acquisisce una chiara impronta maceratese.
Si possono passare ad analizzare innanzitutto gli elementi di chiara derivazione anconetana: essi avvicinano il recanatese non tanto al dialetto del capoluogo marchigiano ma piuttosto a quello dei comuni limitrofi quali Loreto, Castelfidardo e Osimo, con cui Recanati, grazie alla vicinanza, ha sempre avuto notevoli scambi non solo commerciali ma anche linguistici, al punto che nella ex frazione di Porto Recanati, divenuta comune autonomo dalla fine del XIX secolo, gli influssi anconetani dominano nettamente, e la parlata locale è di conseguenza iscrivibile nella famiglia anconetana in senso stretto. I tratti "anconetani" più significativi sono:
- La mancanza totale della metafonesi da –o e da –i finale, per le vocali toniche “e” e “o” sia chiuse sia aperte, tipica invece del maceratese e di un po' tutto il centro-sud italiano: per cui a Recanati si ha furbétto e non furbittu come a Macerata, macèllo e non macéllu, rótto e non rutto, pòrto e non pórtu, ecc; tuttavia tale fenomeno, che attualmente si arresta al di sotto del fiume Potenza, doveva essere un tempo presente pure a Recanati, come dimostrato da documenti dei secoli XIV -XV (terrino, quillo, quisto), e uno degli ultimi relitti metafonetici riscontrabili è stato un quilli in un testo ottocentesco; infine nella parlata attuale è da segnalare come la seconda persona del verbo “essere”, pur coincidendo con l'italiano “sèi”, nelle forme interrogative ausiliarie diventa sì (Ci si jito?);
- L'indistinzione tra -o finale (derivante dalle originarie -o, -ō del latino) e -u finale (da -ū latina), per cui anche a Recanati, come in tutta l'area perimeridiana e in Toscana, le -u latine si sono aperte in -o (lupo < lat. LUPUM); è inoltre da segnalare che a Recanati, ma anche a Loreto, Jesi, Potenza Picena e Civitanova Marche, non è neppure avvenuto il fenomeno contrario, per il quale tutte le -o finali dell'italiano sono divenute -u (iu magnu < io mangio, lu stòmmigu < lo stomaco), come si verifica invece nel triangolo Ancona-Osimo-Porto Recanati;
- La lenizione intervocalica (o “rilassamento”), avvertibile però in maniera più sporadica e meno sistematica che nell'area anconetana, perché è vitale di fatto solo per -c-, che diventa spesso, ma non sistematicamente, -g-, ad es. nello stesso nome della città, che viene reso come Reganati, bagià per “baciare”, brugià per “bruciare”, vesciga per “vescica”, fògo per “fuoco”, siguro per “sicuro”, gambià per “cambiare”, mentre per il passaggio da -t- a -d-, che è sistematico nell'osimano ma già meno frequente a Loreto, si riscontrano solo pochissimi casi, come fadigà, che contiene la lenizione di entrambe, e aiudo/aiudà per “aiuto/aiutare”;
- La mancanza del passaggio da b iniziale e intervocalica a v, presente invece a Macerata (babbo e non vavvu, bé e non vé per “bere”, bardascio e non vardasciu);
- Lo sdoppiamento della -rr-, (tèra, guèra), assente a Macerata città, ma presente in alcune aree della provincia, come Matelica e San Severino Marche;
- La pronuncia con “è” aperta di molti vocaboli che invece nel maceratese suonano con “è” chiusa, ad es. viène, bicchièro per “bicchiere”, nonché i suffissi in -mento e in -mente, ad es. ‘bbijamènto per "abbigliaménto”, capamènto per “scelta” ;
- L'uso dei pronomi personali lù e lia per “lui” e “lei”, tipici delle Marche e dell'Umbria centrosettentrionali, in antitesi alle forme centromeridionali issu/éssa. Tuttavia, almeno fino a poco tempo fa era in uso la forma isso nelle frazioni di campagna più vicine a Macerata;
- L'uso del pronome interrogativo cò? nel senso di “che cosa?”, tipico dell'anconetano-osimano, ma non dello jesino che usa invece que?, né del maceratese, che usa la forma italiana che?
- L'uso del pronome personale e interrogativo te, in luogo della forma maceratese (e italiana) tu;
- L'uso della particella latina *intus con la variante locale ntru/ntri (da int+ru/ri), "in/nei" equivalente all'anconetano ntel/nti (ntru core "nel cuore", ntri cori "nei cuori");
- L'eliminazione di e intervocalico nella particella "per" (pr'i viculi "per i vicoli");
- L'uso nel gerundio delle forme -anno ed -enno (guardanno, vedenno), contrariamente al maceratese, che le unifica nella forma -enne (guardenne, vedenne).

Invece tra gli aspetti che avvicinano il recanatese alla famiglia maceratese-fermano-camerte, vanno annoverati:
- L'uso della parte finale e non di quella iniziale del latino “illud” per la costruzione dell'articolo determinativo maschile singolare “il”: infatti mentre nelle finitime località di Loreto e Porto Recanati è in uso la forma anconetana el, a Recanati è presente ‘u , da un più antico ru, forma quest'ultima ancora presente a Filottrano; da qui derivano ‘a (da ra) per “la”, 'i (da ri) e l'per “i, gli”, ‘e (da re) per “le”; tra Recanati e le aree immediatamente più a nord passa perciò una cesura molto importante a livello linguistico nazionale, in quanto segna il passaggio dalle forme dialettali perimeridiane, disposte lungo la linea Roma-Perugia-Ancona, che appunto usano la parte iniziale di “illud”, a quelle mediane in senso stretto, nonché a quelle meridionali, che invece ne usano la parte finale;
- Il passaggio da "g" iniziale e intervocalica a "j" (joco/jocà per “gioco/giocare” da latino “iocus”, fujì/fujato per “fuggire/fuggito”), e lo stesso vale per "gh" iniziale (janna per "ghianda");
- Il passaggio da doppia "-ll-" intervocalica a -j- (bujito per “bollito”, curaji per “coralli”, puji per “polli”, mujche per “molliche”), presente comunque pure nell'osimano;
- La pronuncia generalmente sorda di "s" intervocalica, mentre già a Porto Recanati tende a pronunciarsi maggiormente sonora per influssi anconetani;
- Il mantenimento di “t” latina in matre/patre;
- L'apocope anche dei suffissi in "-ro" (da -io), seppur non estesa e generalizzata come nel maceratese, perché risulterebbe attestata per i soli suffissi in "-aro", come ad es. pajà per “pagliaio”, pegurà per “pecoraio”, carzulà per "calzolaio", da notare poi la coesistenza in callà/callaro per "caldaio", ma ferraro, sartore;
- L'assimilazione progressiva ND > NN (il mondo> u monno, quando> quanno, passando> passanno), presente comunque pure nella provincia di Ancona, tranne che nel capoluogo. Frequente è pure l'assimilazione di LD > LL (caldo > callo), mentre è un po' più rara l'assimilazione di MB > MM (pijà gammó “prendere il sopravvento”, cammiale "cambiale", ma trombetta);
- La sonorizzazione di “c” dopo nasale (mancare > mangà, bianco > biango), tipica anche di Jesi, mentre risulta essere scomparsa a Osimo; il fenomeno analogo per “t” a Recanati è presente solo sporadicamente, perciò pare essere regredito: sopravvive ad es. la forma déndro per “dentro”;
- Con i sostantivi che indicano grado di parentela l'aggettivo possessivo può essere espresso con una particella proclitica (ad es. tu' madre, tu' padre), o con una enclitica (màmmeta, bàbbeto), esattamente come a Jesi;
- La pronuncia con “è” chiusa di molti vocaboli che invece nei comuni limitrofi della provincia di Ancona e a Porto Recanati suonano con “è” aperta, ad es. trénta, pénso, sénza, vérde, férmo, vénne;
- L'uso della particella latina *in medio (ad): mecquì, mellà (=qui, là), presente anche a Camerino, Matelica, Cingoli, Treia, ma che si riscontra pure nelle Marche centro-settentrionali, a San Marino, nell'Umbria e nel Lazio settentrionale; lo stesso dicasi per la preposizione dativa ma per "a": ma mé per "a me", e di conseguenza mù (ma+'u) per “al/allo” (mù patre "al padre"), mà (ma+'a) per “alla”, mì (ma+'i)per “ai” e mé (ma+'e) per "alle";
- L'uso di 'llo, 'lla, 'lli, 'lle per "quello, quella, quelli, quelle" come nelle Marche centromeridionali, a differenza dell'anconetano-osimano che ha qul/qula;
- Nell'imperfetto si può riscontrare il contrasto tra le forme "maceratesi", presenti in "-evo" (avìo, dicìo "avevo, dicevo"), e quelle "anconetane", presenti in "-avo" (jàvo "andavo", contro il maceratese jìo), e lo stesso può dirsi per le forme verbali del presente, che presentano infatti caratteristiche morfologiche di transizione, come ad es. faciamo, jamo per "facciamo, andiamo" (cfr. anconetano famo, 'ndamo e maceratese facimo, jimo).

Infine sono da ritenere forme tipiche esclusivamente di Recanati nuà/vuà per “noi/voi”, sopre per "sopra" e sotta per "sotto", questi ultimi due fenomeni guizzanti anche altrove.
Il lessico locale recanatese attinge anch'esso tanto dall'area anconetana quanto da quella maceratese. Eccone alcuni esempi: armango=almeno, bardascio=bambino, ciuétta=civetta, derèto=dietro, fugaraccio=falò, 'gna=bisogna, igno’=in giù, jòppa=zolla, lala=ala, minga=mica, négne=nevicare, pertegara=aratro, 'rsumijo=fotografia, sbrégo=strappo, torcolétto=rametto, vèspera=vespa, zécchere=zecche.
Analogamente ciò vale a proposito dei modi di dire: ciacca l'ajo=ben ti sta, de riffe o de raffe=in qualche maniera, è como jì a curre c'u lebbre=è una gara impari, jì a gatto mino’=camminare carponi, mango pe' mele=nemmeno per sogno, e me' cojoni=però, ci vorrebbe pure, pijà gammo’=prendere il sopravvento, sartà u fosso=fare il salto di qualità, secco rrabbito=magrissimo, voja de fadigà sarteme addosso=detto di persona sfaticata.
Ancora, sono di seguito riportati alcuni proverbi tipici: ‘A cerqua nun fa’ i melaranci=ogni albero dà il proprio frutto, ogni uomo dà solo quel che ha, Mejo puzzà de vì che d'ojo santo=meglio ubriachi che in fin di vita, Carta canta e villan dorme= lo scritto si fa sentire (cioè fa prova), mentre il contadino dorme (nel senso che non può farsi sentire, cioè non ha voce in capitolo perché non sa scrivere), perciò è sempre indispensabile avere prove scritte perché le parole volano e non restano, Quanno u gallo canta da gajina, a casa va in ruìna=quando l'uomo fa la parte della donna (si lascia comandare), le cose in famiglia non vanno mai bene, Sant'Antò d'a barba bianga, se nun negne nun se magna=se a Sant'Antonio abbate (17 gennaio) non nevica non si ha cibo, Anno bisesto, anno funesto=l'anno bisestile è pieno di contrarietà, D'istate u monte, d'inverno a fonte=per regolarsi sul tempo che farà, l'estate si guarda la montagna, d'inverno il mare, Scirocco, oggi tiro e dumà scrocco=Oggi soffio e domani porto acqua.
Uno dei cittadini storicamente più illustri di Recanati, Giacomo Leopardi, in una lettera allo scrittore piacentino Pietro Giordani del 30 maggio 1817, ebbe modo di segnalare i pregi della favella recanatese, soffermandosi in particolare sulla pronuncia: “Ella non può figurarsi quanto sia bella. È così piana e naturale e lontana da ogni ombra di affettazione, e non tiene punto né della leziosaggine toscana né della superbia romana, mentre basta uscir due passi dal suo territorio per accorgersi di una notabile differenza, la quale in più luoghi pochissimo distanti, non che notabile è somma”.

## Cultura

### Biblioteche
- Archivio comunale di Recanati

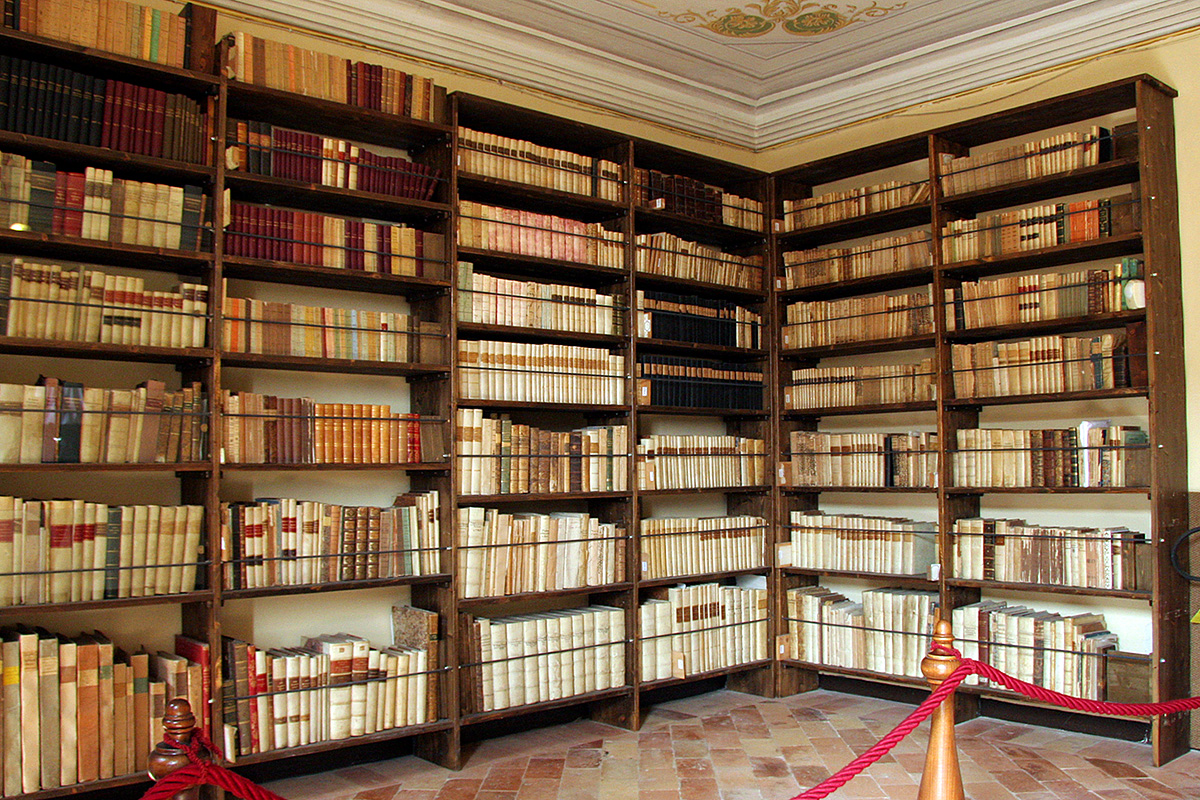
Biblioteca Leopardi

- Archivio della Banda musicale Beniamino Gigli, archivio esclusivamente musicale, conserva soprattutto mss e stampe che si riferiscono al repertorio praticato dalla banda.
- Biblioteca Comunale Benedettucci
- Biblioteca del Centro culturale Charles Péguy
- Biblioteca del Centro nazionale di studi leopardiani: La biblioteca del centro nazionale di studi leopardiani si compone di circa 15.000 "pezzi" fra libri, recensioni, riviste e miscellanee. Una raccolta critica esclusiva sulla produzione leopardiana che inizia con le prime edizioni a stampa del poeta.
- Biblioteca del convento dei cappuccini
- Biblioteca del Convento dei padri passionisti
- Biblioteca diocesana di Recanati
- Biblioteca padre Clemente Benedettucci: archivio esclusivamente musicale, conserva soprattutto mss e stampe che si riferiscono al repertorio praticato dalla Banda. La maggior parte è costituita da fantasie e trascrizioni da opere e operette (in particolare italiane), risalenti per lo più al periodo 1880/1930.
- Biblioteca privata Leopardi: la biblioteca storica dei conti Leopardi è in gran parte frutto della ricerca di Monaldo Leopardi, che acquistò libri nelle fiere vicine, in occasioni varie e approfittando della soppressione di molte congregazioni religiose fra il 1808 e il 1810. La biblioteca si accrebbe anche grazie alle continue donazioni di parenti e amici e agli acquisti fatti dai discendenti di Monaldo.
- Biblioteca popolare del Centro Culturale Fonti San Lorenzo

### Scuole
Sono presenti sul territorio della città di Recanati: 6 scuole materne o dell'infanzia, 6 scuole elementari o primarie, 2 circoli didattici (materna ed elementare), una scuola media o secondaria di I grado, il Liceo "Giacomo Leopardi" (che comprende gli indirizzi classico, scientifico, scientifico scienze applicate, linguistico, liceo delle scienze umane e liceo delle scienze umane indirizzo economico sociale) l'Istituto Tecnico Industriale "Enrico Mattei" (con specializzazioni di informatica, chimica, meccanica e telecomunicazioni), l'Istituto Professionale Industria e Artigianato "F. Corradini", l'Istituto Professionale per i Servizi Commerciali e Turistici "V. Bonifazi"

### Musei

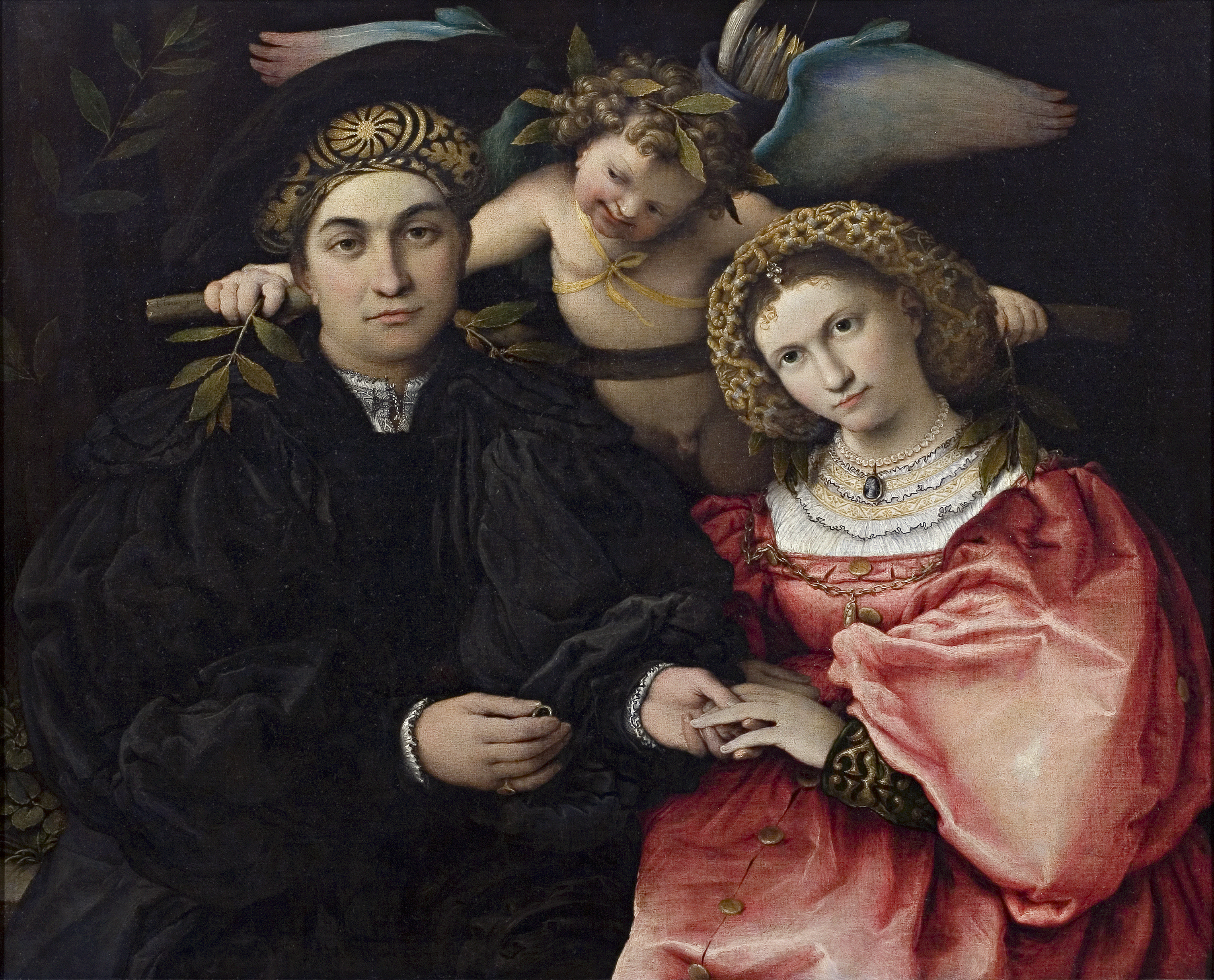
Messer Marsilio e moglie di Lorenzo Lotto (1523), nel museo diocesano di Recanati

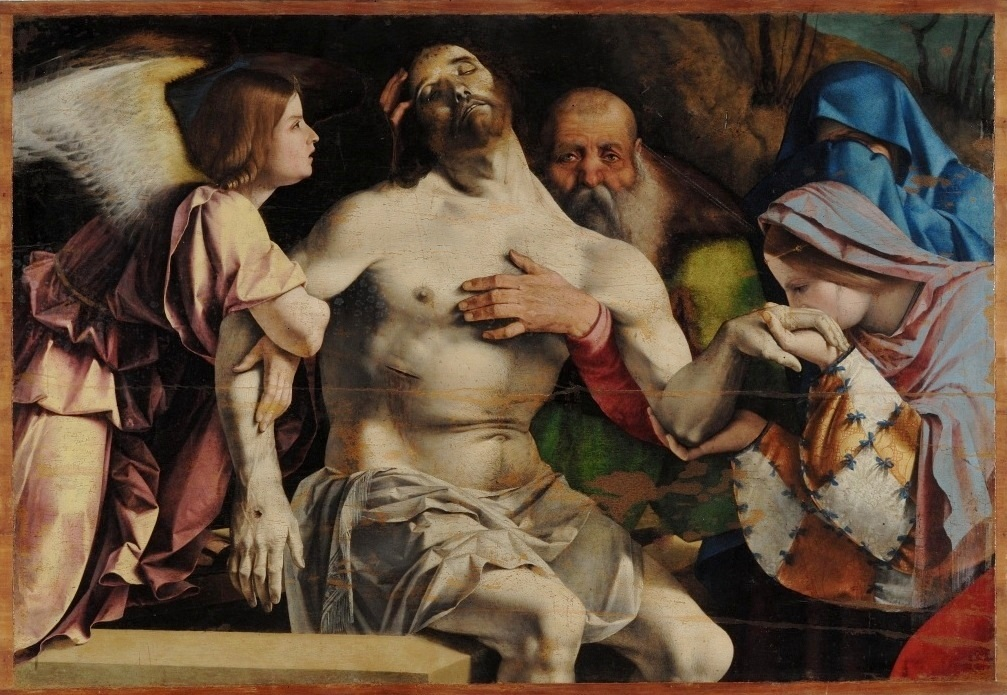
Particolare del Polittico di Recanati

- Museo civico Villa Colloredo Mels: di impianto medievale, l'edificio assunse la fisionomia di Palazzo verso la fine del 500, diventando oggetto di continue trasformazioni nei secoli seguenti fino a ottenere l'aspetto attuale in età neoclassica. Particolare del Polittico di Recanati L'inaugurazione è avvenuta nell'estate 1998 dopo il trasferimento della Pinacoteca dal Palazzo Comunale. È articolato in quattro sezioni: la sezione archeologica, che permette di conoscere l'organizzazione di una comunità neolitica con varie sovrapposizioni fino all'età del ferro; la sezione medievale che documenta la vita della città nel periodo di massimo splendore e comprende, tra l'altro, opere di Ludovico di Magno da Siena (not. 1395), Pietro di Domenico da Montepulciano (att. XV secolo) e Vincenzo Pagani (1490-1568); la sezione rinascimentale che raggruppa quattro tra le più significative opere di Lorenzo Lotto (1480 - 1556): l'Annunciazione di Recanati, il Polittico, la Trasfigurazione, il San Giacomo Maggiore, la sezione dedicata al Seicento e Settecento. Uno spazio per le esposizioni temporanee artistico-culturali è situato al piano terra.
- Museo diocesano: presso la Cattedrale di San Flaviano, che vanta dipinti dal XIV al XVI secolo di artisti quali: Guglielmo da Venezia, Pietro di Domenico da Montepulciano, Ludovico Urbani, Giacomo da Recanati (1443), una attribuita al Mantegna e una Santa Lucia del Guercino, Pomarancio, arredi e oreficerie di vari secoli, sculture, messali, opere d'arte minore. Tra i marmi: una statua romana e un lavabo di Andrea Sansovino
- Il Civico museo Beniamino Gigli: all'interno del Teatro Persiani è visitabile il museo dedicato al grande tenore recanatese[15]
- Museo di arte contemporanea e dei pittori dell'emigrazione: si trova nell'ex convento di Sant'Agostino, è stato inaugurato nel 2001 per ospitare opere di artisti quali Virgilio Guidi, Cesare Peeruzzi, Arnaldo Ciarocchi, Luigi Bartolini, Wladimiro Tulli, Aurelio De Felice, Domenico Purificato. Il museo è suddiviso in quattro sezioni, l'astrattismo, quello dei pittori umbri, la grafica e pittori recanatesi del '900, due sale dedicate a W. Tulli e Lorenzo Gigli.
- Museo della chitarra Oliviero Pigini: si trova presso il palazzo comunale, inaugurato nel 2004, ospita modelli di chitarra della ditta EKO, prodotti tra gli anni '60-'70, usati per la musica beat e rock 'n roll.
- Museo del silicio "Silicio Inside": temporaneamente allestito nel biennio 2011-12, è stato poi inserito in maniera permanente nel contesto urbano recanatese dal 2013. Collaborando con l'Università di Camerino e l'Associazione della Cultura d'Impresa "Il Paesaggio dell'Eccellenza", il tema riguarda l'uso del silicio e le sue proprietà chimico-fisiche di sfruttamento per le apparecchiature elettroniche e industriali.
- Casa Giacomo Leopardi[16]
- Casa Teresa Fattorini , la Silvia di Giacomo Leopardi[17]
- Casa museo Biagetti - Cintoli[18][19]
- Museo della Musica[20]
- Museo dell'emigrazione marchigiana[21]

### Media

#### Televisione
- TVRS

### Eventi
- Amantica: Nato nel 2010 si svolge nel quartiere di Castelnuovo e propone un programma incentrato sulla musica tradizionale e sullo strumento dell'organetto.[22] Il festival vede la direzione artistica di Elisa Ridolfi.[23]Il festival vede la direzione artistica di Elisa Ridolfi.[23][occorrerebbe una fonte terza]
- Botteghe Aperte: Nato nel 2010 si svolge ogni anno nella zona artigianale ex Eko e propone un'esposizione e dimostrazione di prodotti artigianali del territorio. Il programma prevede inoltre conferenze tematiche, corsi di degustazione, esibizioni musicali, laboratori e giochi per bambini. L'evento è organizzato dall'associazione culturale Su la Testa.[24][occorrerebbe una fonte terza]
- Memorabilia: festival di musica folk e pop in memoria del cantante marchigiano Oliviero de Quintajé. Il festival è organizzato dal Centro fonti San Lorenzo.[senza fonte]
- Electronic Music Festival Recanati (EMF Recanati): Evento culturale di musica elettronica che si svolge nella piazza G. Leopardi, organizzato da giovani artisti recanatesi.[senza fonte]

## Economia
Sul suo territorio hanno sede l'azienda iGuzzini, produttrice di apparecchi di illuminazione per interni ed esterni, l'azienda Clementoni, produttrice di giocattoli educativi e la fabbrica F.lli Guzzini che produce stampi in plastica.

## Amministrazione
Storici sindaci sono stati Luigi Flamini, negli anni '50, e Franco Foschi, dal 1960 al 1970.
| Periodo          | Periodo        | Primo cittadino        | Partito                                   | Carica  | Note   |
| ---------------- | -------------- | ---------------------- | ----------------------------------------- | ------- | ------ |
| 26 novembre 1985 | 22 giugno 1990 | Orazio Mario Simonacci | Democrazia Cristiana                      | Sindaco | [ 25 ] |
| 22 giugno 1990   | 23 aprile 1995 | Luca Marconi           | Democrazia Cristiana                      | Sindaco | [ 25 ] |
| 24 aprile 1995   | 26 giugno 1999 | Roberto Ottaviani      | Sinistra                                  | Sindaco | [ 25 ] |
| 27 giugno 1999   | 13 giugno 2004 | Fabio Corvatta         | Centro-sinistra                           | Sindaco | [ 26 ] |
| 14 giugno 2004   | 21 giugno 2009 | Fabio Corvatta         | Centro-destra                             | Sindaco | [ 26 ] |
| 22 giugno 2009   | 25 maggio 2014 | Francesco Fiordomo     | Partito Democratico                       | Sindaco | [ 27 ] |
| 25 maggio 2014   | 9 giugno 2019  | Francesco Fiordomo     | Partito Democratico - UDC - Liste civiche | Sindaco | [ 28 ] |
| 10 giugno 2019   | 23 giugno 2024 | Antonio Bravi          | Lista civica                              | Sindaco | [ 25 ] |
| 24 giugno 2024   | in carica      | Emanuele Pepa          | centro-destra                             | Sindaco | [ 25 ] |

### Gemellaggi
- Blaj, dal 2009[29]
- Sorrento, dal 2014[30][31]
- Xiangcheng, dal 2018[32]

#### Patti di amicizia
- Visso, dal 2016 (protocollo d'intesa)[33]
- Ascoli Piceno, dal 2025 (protocollo d'intesa)[34][35]

## Sport

### Società sportive

#### Ginnastica Artistica
La società di spicco per la ginnastica artistica è l'Associazione dilettantistica Artistica Recanati che festeggia nel 2023 i suoi trent'anni; da quest'anno milita in serie C.

#### Calcio
Come nel resto d'Italia, il calcio è la disciplina più popolare e seguita.
La principale squadra di calcio locale è l'Unione Sportiva Recanatese 1923 che milita in Serie D. Le altre squadre cittadine sono il CSI Recanati, l'Atletico Recanati e l'Europa Calcio, tutte e tre militanti in Terza Categoria.

#### Pallacanestro
A Recanati la pallacanestro è uno sport molto radicato.
In città ha avuto sede l'US Basket Recanati, che ha raggiunto la Serie A2 come massima competizione, e ha sede la Pallacanestro Recanati, militante in Serie B2.

#### Altre società sportive
- Club Scherma Recanati, associazione sportiva affiliata alla Federazione Italiana Scherma, scherma di fioretto e spada;
- Società Sportiva Atletica Recanati.

### Tornei
- Guzzini Challenger: torneo professionistico di tennis giocato sul cemento.